# Lokalbahn Wien–Baden
| Logo der Badner Bahn |                                                                                           |                                                                   |                                                                   |
| Kursbuchstrecke (ÖBB): | 515                                                                                       |                                                                   |                                                                   |
| Streckenlänge: | 27,2 km                                                                                   |                                                                   |                                                                   |
| Spurweite: | 1435 mm (Normalspur)                                                                      |                                                                   |                                                                   |
| Stromsystem: | Oper–Schedifkaplatz: 600 V = Schedifkaplatz–Inzersdorf: 750 V = Inzersdorf–Baden: 850 V = |                                                                   |                                                                   |
| Maximale Neigung: | Oper–Schedifkaplatz: 50 ‰ Schedifkaplatz–Leesdorf: 22,9 ‰ Leesdorf–Baden: 50 ‰            |                                                                   |                                                                   |
| Minimaler Radius: | Oper–Schedifkaplatz: 19,28 m Schedifkaplatz–Leesdorf: 100 m Leesdorf–Baden: 19,28 m       |                                                                   |                                                                   |
| Streckengeschwindigkeit: | Oper–Schedifkaplatz: 60 km/h Schedifkaplatz–Baden: 80 km/h                                |                                                                   |                                                                   |
| Zweigleisigkeit: | Wien–Baden Leesdorf Fbf                                                                   |                                                                   |                                                                   |
| |                                                                                           |                                                                   |                                                                   |
| \| \| \| \| \| \| \| \| \| Oper \| \| \| \| \| Karlsplatz \| \| \| \| \| \| \| \| \| \| Resselgasse \| \| \| \| \| Paulanergasse \| \| \| \| \| Mayerhofgasse \| \| \| \| \| Johann-Strauß-Gasse \| \| \| \| \| \| \| \| \| \| Laurenzgasse \| \| \| \| \| Kliebergasse \| \| \| \| 0,000 \| Matzleinsdorfer Platz \| Matzleinsdorfer Platz \| \| \| \| Eichenstraße \| \| \| \| \| \| \| \| \| \| \| \| \| \| \| Wolfganggasse (bis 31.03.2018) \| \| \| \| \| Marx-Meidlinger-Straße (seit 01.04.2018) \| \| \| \| \| Flurschützstraße/Längenfeldgasse \| \| \| \| \| Aßmayergasse \| \| \| \| \| \| \| \| \| \| Dörfelstraße \| \| \| \| \| Bahnhof Meidling \| \| \| \| \| Straßenbahnlinie 62 nach Lainz \| \| \| \| \| Infrastrukturgrenze Wiener Linien / WLB \| \| \| \| \| Schedifkaplatz \| \| \| \| 2,510 \| Üst Schedifkaplatz \| Üst Schedifkaplatz \| \| \| 2,687 \| Wienerbergstraße (bis 06.04.1995) \| Wienerbergstraße (bis 06.04.1995) \| \| \| 3,336 \| Anschlussgleis U6 \| Anschlussgleis U6 \| \| \| 3,400 \| Altmannsdorf[1] (bis 04.12.1907) \| Altmannsdorf[1] (bis 04.12.1907) \| \| \| 3,601 \| Schöpfwerk \| Schöpfwerk \| \| \| \| Anschlussgleis Pottendorfer Linie/Donauländebahn \| \| \| \| 4,208 \| Neu Steinhof (bis 1922) \| Neu Steinhof (bis 1922) \| \| \| 4,260 \| Gutheil-Schoder-Gasse \| Gutheil-Schoder-Gasse \| \| \| 5,050 \| Liesingbach \| Liesingbach \| \| \| 5,240 \| Inzersdorf Personenbahnhof \| Inzersdorf Personenbahnhof \| \| \| 5,500 \| Inzersdorf Lokalbahn \| Inzersdorf Lokalbahn \| \| \| 5,900 \| Inzersdorf Frachtenbahnhof \| Inzersdorf Frachtenbahnhof \| \| \| \| Anschlussbahn O&K \| \| \| \| 6,655 \| Neu Erlaa \| Neu Erlaa \| \| \| 7,188 \| Anschlussbahn zur Altmannsdorfer Straße (Wetzler, Terranova etc.) \| Anschlussbahn zur Altmannsdorfer Straße (Wetzler, Terranova etc.) \| \| \| \| Landesgrenze Wien / Niederösterreich \| \| \| \| 7,250 \| Schönbrunner Allee \| Schönbrunner Allee \| \| \| \| Waagner-Biro Fabrik (bis 1949) \| \| \| \| \| Anschlussbahn Waagner-Biro \| \| \| \| 8,427 \| Vösendorf-Siebenhirten \| Vösendorf-Siebenhirten \| \| \| 8,525 \| Petersbach \| Petersbach \| \| \| \| Anschlussbahn Danubia Mineralöl (bis 1958) \| \| \| \| 9,400 \| Neubergerfeld (bis 11.01.1902) \| Neubergerfeld (bis 11.01.1902) \| \| \| \| Anschlussbahn Ziegelwerk (bis ca. 1960) \| \| \| \| 9,700 \| Union (bis 1949) \| Union (bis 1949) \| \| \| 9,992 \| Vösendorf SCS \| Vösendorf SCS \| \| \| \| Anschlussbahn IKEA (stillgelegt) \| \| \| \| 10,800 \| Block Krottenbach (Posten 6) (bis 1949) \| Block Krottenbach (Posten 6) (bis 1949) \| \| \| 11,294 \| Krottenbach (bis 1928) \| Krottenbach (bis 1928) \| \| \| 11,310 \| Krottenbach \| Krottenbach \| \| \| 11,400 \| Üst Vösendorf \| Üst Vösendorf \| \| \| 11,718 \| Maria Enzersdorf-Südstadt \| Maria Enzersdorf-Südstadt \| \| \| 12,735 \| Wiener Neudorf \| Wiener Neudorf \| \| \| 12,900 \| Neudorf (bis 27.01.1895) \| Neudorf (bis 27.01.1895) \| \| \| \| Mödlingbach \| \| \| \| 13,134 \| Wiener Neudorf Mitte (bis 1928) \| Wiener Neudorf Mitte (bis 1928) \| \| \| 13,712 \| Mödling-Laxenburgerbahn (bis 01.10.1909) \| Mödling-Laxenburgerbahn (bis 01.10.1909) \| \| \| \| Laxenburger Bahn \| \| \| \| 13,820 \| Griesfeld \| Griesfeld \| \| \| \| Verbindungsbogen zur Laxenburger Bahn \| \| \| \| 14,365 \| Herzfelder (bis 1931) \| Herzfelder (bis 1931) \| \| \| 14,417 \| Griesfeld (bis 02.05.1996) \| Griesfeld (bis 02.05.1996) \| \| \| \| Umkehrschleife (nur während des Zweiten Weltkriegs) \| \| \| \| 14,500 \| Üst Griesfeld \| Üst Griesfeld \| \| \| 14,789 \| Biziste (bis 1928) \| Biziste (bis 1928) \| \| \| 15,112 \| Anschlussbahn IZ NÖ Süd \| Anschlussbahn IZ NÖ Süd \| \| \| 15,335 \| Neu Guntramsdorf (ab 1939, bis 1945: Holzwebersiedlung) \| Neu Guntramsdorf (ab 1939, bis 1945: Holzwebersiedlung) \| \| \| 15,600 \| Üst Guntramsdorf \| Üst Guntramsdorf \| \| \| 16,000 \| Ausweiche Guntramsdorf (bis 11.01.1902) \| Ausweiche Guntramsdorf (bis 11.01.1902) \| \| \| 16,137 \| Anschlussgleis Ziegelwerk \| Anschlussgleis Ziegelwerk \| \| \| 16,213 \| Anschlussbahn Aspangbahn – Ziegelwerk (bis 10.03.1905) \| Anschlussbahn Aspangbahn – Ziegelwerk (bis 10.03.1905) \| \| \| 16,431 \| Guntramsdorf (bis 04.12.1907) \| Guntramsdorf (bis 04.12.1907) \| \| \| 16,804 \| Wiener Neustädter Kanal \| Wiener Neustädter Kanal \| \| \| 17,205 \| Guntramsdorf Lokalbahn \| Guntramsdorf Lokalbahn \| \| \| \| Anschlussbahn Druckfabrik (stillgelegt) \| \| \| \| \| Anschlussgleis Blechfabrik/Papierfabrik (stillgelegt) \| \| \| \| 18,440 \| Eigenheimsiedlung \| Eigenheimsiedlung \| \| \| 18,700 \| Üst Eigenheimsiedlung \| Üst Eigenheimsiedlung \| \| \| 19,815 \| Möllersdorf \| Möllersdorf \| \| \| 21,375 \| Traiskirchen Lokalbahn \| Traiskirchen Lokalbahn \| \| \| 21,690 \| Anschlussgleis Semperit \| Anschlussgleis Semperit \| \| \| 22,000 \| Wienersdorf (bis 1928. Neue Station in Evaluierung) \| Wienersdorf (bis 1928. Neue Station in Evaluierung) \| \| \| 22,400 \| von Traiskirchen Aspangbahn \| von Traiskirchen Aspangbahn \| \| \| 23,410 \| Tribuswinkel-Josefsthal \| Tribuswinkel-Josefsthal \| \| \| 23,869 \| Wiener Neustädter Kanal \| Wiener Neustädter Kanal \| \| \| 24,077 \| Pfaffstätten Rennplatz \| Pfaffstätten Rennplatz \| \| \| 24,197 \| Mühlbach \| Mühlbach \| \| \| 24,682 \| Melkergründe \| Melkergründe \| \| \| 24,900 \| Baden Leesdorf Frachtenbahnhof \| Baden Leesdorf Frachtenbahnhof \| \| \| 25,10 \| Baden Landesklinikum \| Baden Landesklinikum \| \| \| 25,175 \| Baden Veranstaltungshalle \| Baden Veranstaltungshalle \| \| \| 25,587 \| Leesdorf \| Leesdorf \| \| \| 26,057 \| Anschlussgleis Gaswerk (bis 1927) \| Anschlussgleis Gaswerk (bis 1927) \| \| \| 26,439 \| Baden Viadukt \| Baden Viadukt \| \| \| 26,707 \| Baden Wassergasse (bis 1944) \| Baden Wassergasse (bis 1944) \| \| \| 27,055 \| Baden Josefsplatz \| Baden Josefsplatz \| \| \| \| Schleife Josefsplatz (bis 24.07.1989) \| \| |                                                                                           |                                                                   |                                                                   |
| |                                                                                           |                                                                   |                                                                   |
| U-Bahn-Strecke · U-Bahn-Haltepunkt / Haltestelle |                                                                                           | Oper                                                              | Oper                                                              |
| U-Bahn-Strecke · U-Bahn-Haltepunkt / Haltestelle |                                                                                           | Karlsplatz                                                        | Karlsplatz                                                        |
| |                                                                                           |                                                                   |                                                                   |
| U-Bahn-Haltepunkt / Haltestelle |                                                                                           | Resselgasse                                                       | Resselgasse                                                       |
| U-Bahn-Haltepunkt / Haltestelle |                                                                                           | Paulanergasse                                                     | Paulanergasse                                                     |
| U-Bahn-Haltepunkt / Haltestelle |                                                                                           | Mayerhofgasse                                                     | Mayerhofgasse                                                     |
| U-Bahn-Haltepunkt / Haltestelle |                                                                                           | Johann-Strauß-Gasse                                               | Johann-Strauß-Gasse                                               |
| U-Bahn-Tunnelanfang |                                                                                           |                                                                   |                                                                   |
| U-Bahn-Haltepunkt / Haltestelle (im Tunnel) |                                                                                           | Laurenzgasse                                                      | Laurenzgasse                                                      |
| U-Bahn-Haltepunkt / Haltestelle (im Tunnel) |                                                                                           | Kliebergasse                                                      | Kliebergasse                                                      |
| U-Bahn-Haltepunkt / Haltestelle (im Tunnel) | 0,000                                                                                     | Matzleinsdorfer Platz                                             | Matzleinsdorfer Platz                                             |
| U-Bahn-Haltepunkt / Haltestelle (im Tunnel) |                                                                                           | Eichenstraße                                                      | Eichenstraße                                                      |
| U-Bahn-Tunnelende |                                                                                           |                                                                   |                                                                   |
| |                                                                                           |                                                                   |                                                                   |
| U-Bahn-Strecke · U-Bahn-Haltepunkt / Haltestelle |                                                                                           | Wolfganggasse (bis 31.03.2018)                                    | Wolfganggasse (bis 31.03.2018)                                    |
| U-Bahn-Haltepunkt / Haltestelle · U-Bahn-Strecke |                                                                                           | Marx-Meidlinger-Straße (seit 01.04.2018)                          | Marx-Meidlinger-Straße (seit 01.04.2018)                          |
| U-Bahn-Haltepunkt / Haltestelle · U-Bahn-Strecke |                                                                                           | Flurschützstraße/Längenfeldgasse                                  | Flurschützstraße/Längenfeldgasse                                  |
| U-Bahn-Haltepunkt / Haltestelle · U-Bahn-Strecke |                                                                                           | Aßmayergasse                                                      | Aßmayergasse                                                      |
| |                                                                                           |                                                                   |                                                                   |
| U-Bahn-Haltepunkt / Haltestelle |                                                                                           | Dörfelstraße                                                      | Dörfelstraße                                                      |
| U-Bahn-Haltepunkt / Haltestelle |                                                                                           | Bahnhof Meidling                                                  | Bahnhof Meidling                                                  |
| U-Bahn-Abzweig geradeaus und nach rechts |                                                                                           | Straßenbahnlinie 62 nach Lainz                                    | Straßenbahnlinie 62 nach Lainz                                    |
| U-Bahn-Grenze |                                                                                           | Infrastrukturgrenze Wiener Linien / WLB                           | Infrastrukturgrenze Wiener Linien / WLB                           |
| U-Bahn-Haltepunkt / Haltestelle |                                                                                           | Schedifkaplatz                                                    | Schedifkaplatz                                                    |
| Überleitstelle / Spurwechsel | 2,510                                                                                     | Üst Schedifkaplatz                                                | Üst Schedifkaplatz                                                |
| ehemaliger Haltepunkt / Haltestelle | 2,687                                                                                     | Wienerbergstraße (bis 06.04.1995)                                 | Wienerbergstraße (bis 06.04.1995)                                 |
| Abzweig geradeaus und nach rechts | 3,336                                                                                     | Anschlussgleis U6                                                 | Anschlussgleis U6                                                 |
| ehemaliger Haltepunkt / Haltestelle | 3,400                                                                                     | Altmannsdorf (bis 04.12.1907)                                     | Altmannsdorf (bis 04.12.1907)                                     |
| Haltepunkt / Haltestelle | 3,601                                                                                     | Schöpfwerk                                                        | Schöpfwerk                                                        |
| Abzweig geradeaus und von links |                                                                                           | Anschlussgleis Pottendorfer Linie/Donauländebahn                  | Anschlussgleis Pottendorfer Linie/Donauländebahn                  |
| ehemaliger Haltepunkt / Haltestelle | 4,208                                                                                     | Neu Steinhof (bis 1922)                                           | Neu Steinhof (bis 1922)                                           |
| Haltepunkt / Haltestelle | 4,260                                                                                     | Gutheil-Schoder-Gasse                                             | Gutheil-Schoder-Gasse                                             |
| Brücke über Wasserlauf | 5,050                                                                                     | Liesingbach                                                       | Liesingbach                                                       |
| ehemaliger Bahnhof | 5,240                                                                                     | Inzersdorf Personenbahnhof                                        | Inzersdorf Personenbahnhof                                        |
| Haltepunkt / Haltestelle | 5,500                                                                                     | Inzersdorf Lokalbahn                                              | Inzersdorf Lokalbahn                                              |
| ehemaliger Bahnhof | 5,900                                                                                     | Inzersdorf Frachtenbahnhof                                        | Inzersdorf Frachtenbahnhof                                        |
| Abzweig geradeaus und ehemals nach rechts |                                                                                           | Anschlussbahn O&K                                                 | Anschlussbahn O&K                                                 |
| Haltepunkt / Haltestelle | 6,655                                                                                     | Neu Erlaa                                                         | Neu Erlaa                                                         |
| Abzweig geradeaus und ehemals von rechts | 7,188                                                                                     | Anschlussbahn zur Altmannsdorfer Straße (Wetzler, Terranova etc.) | Anschlussbahn zur Altmannsdorfer Straße (Wetzler, Terranova etc.) |
| Grenze |                                                                                           | Landesgrenze Wien / Niederösterreich                              | Landesgrenze Wien / Niederösterreich                              |
| Haltepunkt / Haltestelle | 7,250                                                                                     | Schönbrunner Allee                                                | Schönbrunner Allee                                                |
| ehemaliger Haltepunkt / Haltestelle |                                                                                           | Waagner-Biro Fabrik (bis 1949)                                    | Waagner-Biro Fabrik (bis 1949)                                    |
| Abzweig geradeaus und ehemals von links |                                                                                           | Anschlussbahn Waagner-Biro                                        | Anschlussbahn Waagner-Biro                                        |
| Bahnhof | 8,427                                                                                     | Vösendorf-Siebenhirten                                            | Vösendorf-Siebenhirten                                            |
| Brücke über Wasserlauf | 8,525                                                                                     | Petersbach                                                        | Petersbach                                                        |
| Abzweig geradeaus und ehemals nach rechts |                                                                                           | Anschlussbahn Danubia Mineralöl (bis 1958)                        | Anschlussbahn Danubia Mineralöl (bis 1958)                        |
| ehemaliger Dienststation / Betriebs- oder Güterbahnhof | 9,400                                                                                     | Neubergerfeld (bis 11.01.1902)                                    | Neubergerfeld (bis 11.01.1902)                                    |
| Abzweig geradeaus und ehemals nach rechts |                                                                                           | Anschlussbahn Ziegelwerk (bis ca. 1960)                           | Anschlussbahn Ziegelwerk (bis ca. 1960)                           |
| ehemaliger Haltepunkt / Haltestelle | 9,700                                                                                     | Union (bis 1949)                                                  | Union (bis 1949)                                                  |
| Haltepunkt / Haltestelle | 9,992                                                                                     | Vösendorf SCS                                                     | Vösendorf SCS                                                     |
| Abzweig geradeaus und ehemals von links |                                                                                           | Anschlussbahn IKEA (stillgelegt)                                  | Anschlussbahn IKEA (stillgelegt)                                  |
| ehemaliger Dienststation / Betriebs- oder Güterbahnhof | 10,800                                                                                    | Block Krottenbach (Posten 6) (bis 1949)                           | Block Krottenbach (Posten 6) (bis 1949)                           |
| ehemaliger Haltepunkt / Haltestelle | 11,294                                                                                    | Krottenbach (bis 1928)                                            | Krottenbach (bis 1928)                                            |
| Brücke über Wasserlauf | 11,310                                                                                    | Krottenbach                                                       | Krottenbach                                                       |
| Überleitstelle / Spurwechsel | 11,400                                                                                    | Üst Vösendorf                                                     | Üst Vösendorf                                                     |
| Haltepunkt / Haltestelle | 11,718                                                                                    | Maria Enzersdorf-Südstadt                                         | Maria Enzersdorf-Südstadt                                         |
| Bahnhof | 12,735                                                                                    | Wiener Neudorf                                                    | Wiener Neudorf                                                    |
| ehemaliger Haltepunkt / Haltestelle | 12,900                                                                                    | Neudorf (bis 27.01.1895)                                          | Neudorf (bis 27.01.1895)                                          |
| Brücke über Wasserlauf |                                                                                           | Mödlingbach                                                       | Mödlingbach                                                       |
| ehemaliger Haltepunkt / Haltestelle | 13,134                                                                                    | Wiener Neudorf Mitte (bis 1928)                                   | Wiener Neudorf Mitte (bis 1928)                                   |
| ehemaliger Haltepunkt / Haltestelle | 13,712                                                                                    | Mödling-Laxenburgerbahn (bis 01.10.1909)                          | Mödling-Laxenburgerbahn (bis 01.10.1909)                          |
| Kreuzung (Querstrecke außer Betrieb) |                                                                                           | Laxenburger Bahn                                                  | Laxenburger Bahn                                                  |
| Haltepunkt / Haltestelle | 13,820                                                                                    | Griesfeld                                                         | Griesfeld                                                         |
| Abzweig geradeaus und ehemals von rechts |                                                                                           | Verbindungsbogen zur Laxenburger Bahn                             | Verbindungsbogen zur Laxenburger Bahn                             |
| ehemaliger Haltepunkt / Haltestelle | 14,365                                                                                    | Herzfelder (bis 1931)                                             | Herzfelder (bis 1931)                                             |
| ehemaliger Haltepunkt / Haltestelle | 14,417                                                                                    | Griesfeld (bis 02.05.1996)                                        | Griesfeld (bis 02.05.1996)                                        |
| |                                                                                           | Umkehrschleife (nur während des Zweiten Weltkriegs)               |                                                                   |
| Überleitstelle / Spurwechsel | 14,500                                                                                    | Üst Griesfeld                                                     | Üst Griesfeld                                                     |
| ehemaliger Haltepunkt / Haltestelle | 14,789                                                                                    | Biziste (bis 1928)                                                | Biziste (bis 1928)                                                |
| Abzweig geradeaus und von links | 15,112                                                                                    | Anschlussbahn IZ NÖ Süd                                           | Anschlussbahn IZ NÖ Süd                                           |
| Haltepunkt / Haltestelle | 15,335                                                                                    | Neu Guntramsdorf (ab 1939, bis 1945: Holzwebersiedlung)           | Neu Guntramsdorf (ab 1939, bis 1945: Holzwebersiedlung)           |
| Überleitstelle / Spurwechsel | 15,600                                                                                    | Üst Guntramsdorf                                                  | Üst Guntramsdorf                                                  |
| ehemaliger Dienststation / Betriebs- oder Güterbahnhof | 16,000                                                                                    | Ausweiche Guntramsdorf (bis 11.01.1902)                           | Ausweiche Guntramsdorf (bis 11.01.1902)                           |
| Abzweig geradeaus und ehemals nach rechts | 16,137                                                                                    | Anschlussgleis Ziegelwerk                                         | Anschlussgleis Ziegelwerk                                         |
| Kreuzung (Querstrecke außer Betrieb) | 16,213                                                                                    | Anschlussbahn Aspangbahn – Ziegelwerk (bis 10.03.1905)            | Anschlussbahn Aspangbahn – Ziegelwerk (bis 10.03.1905)            |
| ehemaliger Haltepunkt / Haltestelle | 16,431                                                                                    | Guntramsdorf (bis 04.12.1907)                                     | Guntramsdorf (bis 04.12.1907)                                     |
| Brücke über Wasserlauf | 16,804                                                                                    | Wiener Neustädter Kanal                                           | Wiener Neustädter Kanal                                           |
| Bahnhof | 17,205                                                                                    | Guntramsdorf Lokalbahn                                            | Guntramsdorf Lokalbahn                                            |
| Abzweig geradeaus und ehemals von links |                                                                                           | Anschlussbahn Druckfabrik (stillgelegt)                           | Anschlussbahn Druckfabrik (stillgelegt)                           |
| Abzweig geradeaus und ehemals nach rechts |                                                                                           | Anschlussgleis Blechfabrik/Papierfabrik (stillgelegt)             | Anschlussgleis Blechfabrik/Papierfabrik (stillgelegt)             |
| Haltepunkt / Haltestelle | 18,440                                                                                    | Eigenheimsiedlung                                                 | Eigenheimsiedlung                                                 |
| Überleitstelle / Spurwechsel | 18,700                                                                                    | Üst Eigenheimsiedlung                                             | Üst Eigenheimsiedlung                                             |
| Haltepunkt / Haltestelle | 19,815                                                                                    | Möllersdorf                                                       | Möllersdorf                                                       |
| Bahnhof | 21,375                                                                                    | Traiskirchen Lokalbahn                                            | Traiskirchen Lokalbahn                                            |
| Abzweig geradeaus und ehemals nach links | 21,690                                                                                    | Anschlussgleis Semperit                                           | Anschlussgleis Semperit                                           |
| ehemaliger Haltepunkt / Haltestelle | 22,000                                                                                    | Wienersdorf (bis 1928. Neue Station in Evaluierung)               | Wienersdorf (bis 1928. Neue Station in Evaluierung)               |
| Abzweig geradeaus und von links | 22,400                                                                                    | von Traiskirchen Aspangbahn                                       | von Traiskirchen Aspangbahn                                       |
| Haltepunkt / Haltestelle | 23,410                                                                                    | Tribuswinkel-Josefsthal                                           | Tribuswinkel-Josefsthal                                           |
| Brücke über Wasserlauf | 23,869                                                                                    | Wiener Neustädter Kanal                                           | Wiener Neustädter Kanal                                           |
| Haltepunkt / Haltestelle | 24,077                                                                                    | Pfaffstätten Rennplatz                                            | Pfaffstätten Rennplatz                                            |
| Brücke über Wasserlauf | 24,197                                                                                    | Mühlbach                                                          | Mühlbach                                                          |
| Haltepunkt / Haltestelle | 24,682                                                                                    | Melkergründe                                                      | Melkergründe                                                      |
| ehemaliger Bahnhof | 24,900                                                                                    | Baden Leesdorf Frachtenbahnhof                                    | Baden Leesdorf Frachtenbahnhof                                    |
| Haltepunkt / Haltestelle | 25,10                                                                                     | Baden Landesklinikum                                              | Baden Landesklinikum                                              |
| ehemaliger Haltepunkt / Haltestelle | 25,175                                                                                    | Baden Veranstaltungshalle                                         | Baden Veranstaltungshalle                                         |
| U-Bahn-Haltepunkt / Haltestelle | 25,587                                                                                    | Leesdorf                                                          | Leesdorf                                                          |
| U-Bahn-Abzweig geradeaus und ehemals nach links | 26,057                                                                                    | Anschlussgleis Gaswerk (bis 1927)                                 | Anschlussgleis Gaswerk (bis 1927)                                 |
| U-Bahn-Bahnhof | 26,439                                                                                    | Baden Viadukt                                                     | Baden Viadukt                                                     |
| ehemaliger U-Bahn-Haltepunkt / Haltestelle | 26,707                                                                                    | Baden Wassergasse (bis 1944)                                      | Baden Wassergasse (bis 1944)                                      |
| U-Bahn-Kopfbahnhof Strecke ab hier außer Betrieb | 27,055                                                                                    | Baden Josefsplatz                                                 | Baden Josefsplatz                                                 |
| |                                                                                           | Schleife Josefsplatz (bis 24.07.1989)                             |                                                                   |

Die Lokalbahn Wien–Baden, auch Wiener Lokalbahn oder Badner Bahn genannt, ist eine Lokalbahn im Großraum Wien. Die im Eigentum der Wiener Stadtwerke stehende Wiener Lokalbahnen GmbH (WLB) betreibt die Lokalbahn zugleich als Infrastruktur- und als Verkehrsunternehmen.
Die 25 Kilometer lange Eisenbahnstrecke führt vom Schedifkaplatz im 12. Wiener Stadtbezirk, Meidling, nach Baden; dort endet sie auf dem Josefsplatz. Die Bahn ist elektrifiziert und bis auf einen 2,3 Kilometer langen eingleisigen Abschnitt in Baden durchgehend zweigleisig ausgebaut. Täglich werden auf der Badner Bahn 35.000 Menschen befördert, sie ist dabei in den Verkehrsverbund Ost-Region (VOR) integriert.
Die Bahnlinie verläuft im Bereich der ersten 16 Stationen in Wien, teilweise in Tieflage, über Strecken der Straßenbahn Wien (blau in der Liniengrafik), anschließend auf etwa 23 Kilometer überwiegend (ausgenommen in der Feldgasse in Guntramsdorf) auf selbstständigem Gleiskörper (rot in der Liniengrafik), die letzten etwa 2 Kilometer im Zentrum von Baden wieder als – oberirdische – Straßenbahn (blau in der Liniengrafik).

## Betrieb
Die Züge von und nach Baden verkehren durchgehend bis und ab Wien Oper im Zentrum der Hauptstadt. Nördlich der Haltestelle Schedifkaplatz benützen sie dabei auf einer Länge von 4,2 Kilometern das Netz der Straßenbahn Wien, dort sind die Wiener Linien für die Infrastruktur zuständig. In Meidling wurde dabei bis 31. März 2018 eine separate Strecke durch die Betriebsstelle Wolfganggasse der Badner Bahn benützt; seit 1. April 2018 fährt die Lokalbahn auch hier auf den Gleisen der Straßenbahnlinie 62.
Ebenso findet zwischen Baden Josefsplatz und Baden Leesdorf straßenbahnmäßiger Betrieb statt. Auf der restlichen Strecke ist die Badner Bahn hingegen eine Vollbahn; zwischen dem Industriezentrum NÖ Süd und der Abzweigung Wienersdorf verkehren auch Güterzüge. Mit dem Eisenbahnnetz der Österreichischen Bundesbahnen (ÖBB) ist die Badner Bahn im Bereich der Haltestelle Gutheil-Schoder-Gasse und bei Traiskirchen verknüpft.
Im Personenverkehr bedient die Badner Bahn heute insgesamt 22 Bahnhöfe und Haltestellen. Hinzu kommen 16 Haltestellen im Bereich der Wiener Straßenbahn, wobei der Karlsplatz nur in Fahrtrichtung Wien Oper bedient wird. Die Lokalbahn ist heute bis zum ehemaligen Frachtenbahnhof Baden Leesdorf zweigleisig ausgebaut. Die restliche Strecke ist eingleisig, wobei die Station Baden Viadukt als Ausweiche ausgeführt ist. In der Endstation Baden Josefsplatz gibt es zwei Stumpfgleise.
Auf der als Straßenbahn betriebenen Strecke innerhalb Wiens wird auf Sicht gefahren. Dies gilt auch für den Tunnelabschnitt im Zuge der Unterpflaster-Straßenbahn-Strecke unter dem Gürtel. Ausgenommen hiervon sind die Verzweigungen in den Stationen Matzleinsdorfer Platz und Kliebergasse, wo Signalanlagen mit Fahrstraßensicherung existieren. Auf der restlichen Strecke zwischen Schedifkaplatz und Baden wird signalgesichert gefahren. Es gibt Hauptsignale, Schutzsignale, Signalnachahmer, Verschubsignale und Weichensignale sowie die im österreichischen Eisenbahnnetz üblichen Signaltafeln wie Geschwindigkeits- oder Fahrleitungssignale.
Zwischen Wien Oper und Wiener Neudorf wird in den Hauptverkehrszeiten ein 7–8-Minuten-Takt angeboten. Ansonsten wird die Strecke im Viertelstundentakt bedient; ab etwa 22 Uhr im Halbstundentakt. Die Fahrzeit über die Gesamtstrecke beträgt rund eine Stunde. Die Symmetriezeit des Fahrplans liegt eineinhalb Minuten vor der vollen Stunde und entspricht damit exakt der in Mitteleuropa üblichen. Nur im Halbstundentakt gibt es hiervon eine Abweichung, da die Abfahrtszeiten in einer Richtung dann um 15 Minuten verschoben sind.
Seit dem Fahrplanwechsel mit 10. Dezember 2023 wird die Strecke Wien Oper bis Wiener Neudorf vor Samstagen, Sonn- und Feiertagen die ganze Nacht befahren. Dies geschieht im 30-Minuten-Takt in Anpassung an die Nacht-U-Bahn der Wiener Linien am Karlsplatz und in Meidling bzw. die Nacht-S-Bahn in Meidling und Matzleinsdorfer Platz.
Das Verkehrsunternehmen Wiener Lokalbahnen AG erkennt die Vorteilscard der ÖBB in den Zügen der Lokalbahn Wien-Baden an. Eine Fahrradmitnahme ist jedoch nicht zulässig.
Zwischen Wien Oper und Vösendorf-Siebenhirten sind alle Tickets für die Kernzone Wien gültig.

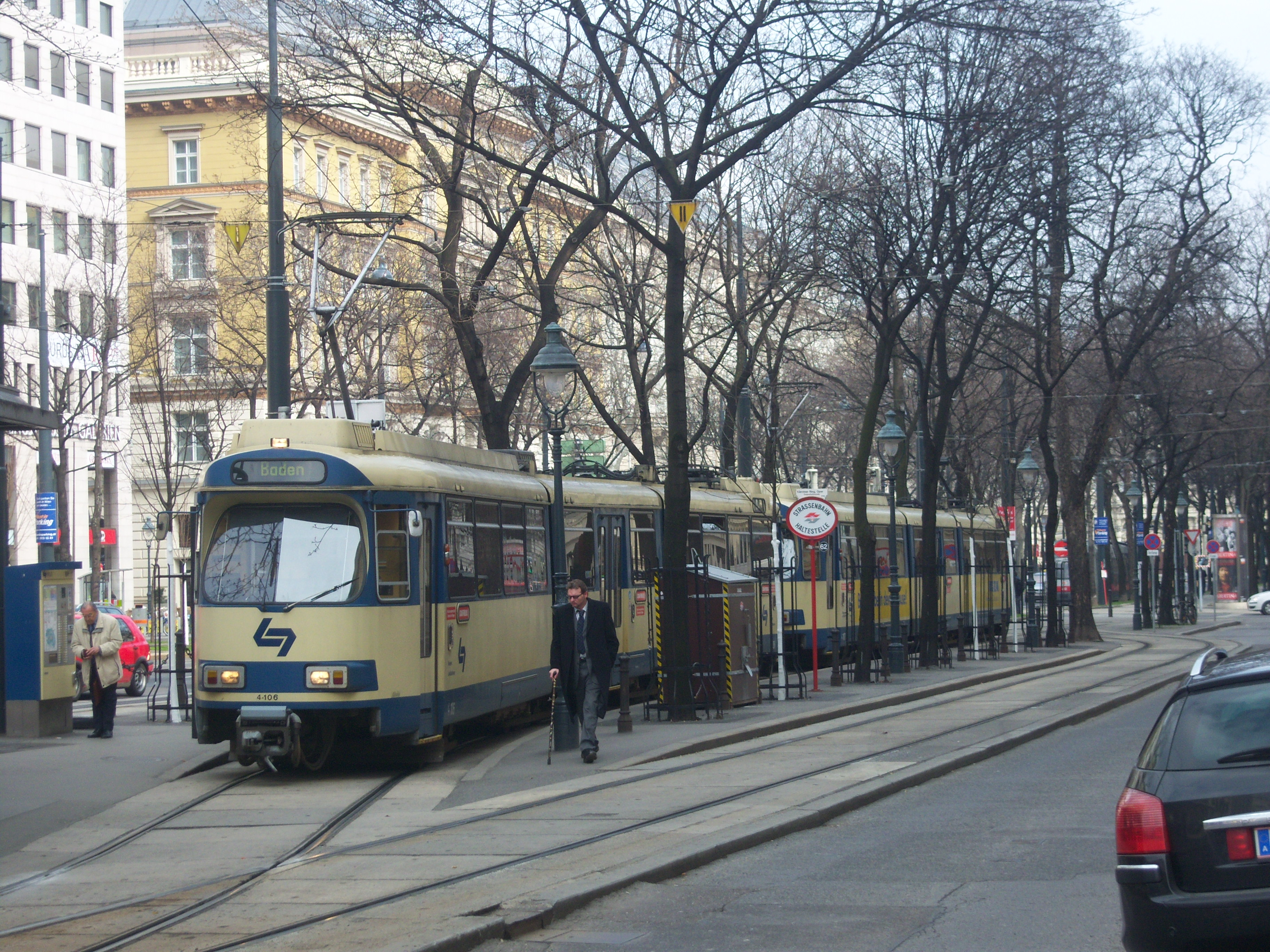
Die nördliche Lokalbahn-Endstation Wien Oper
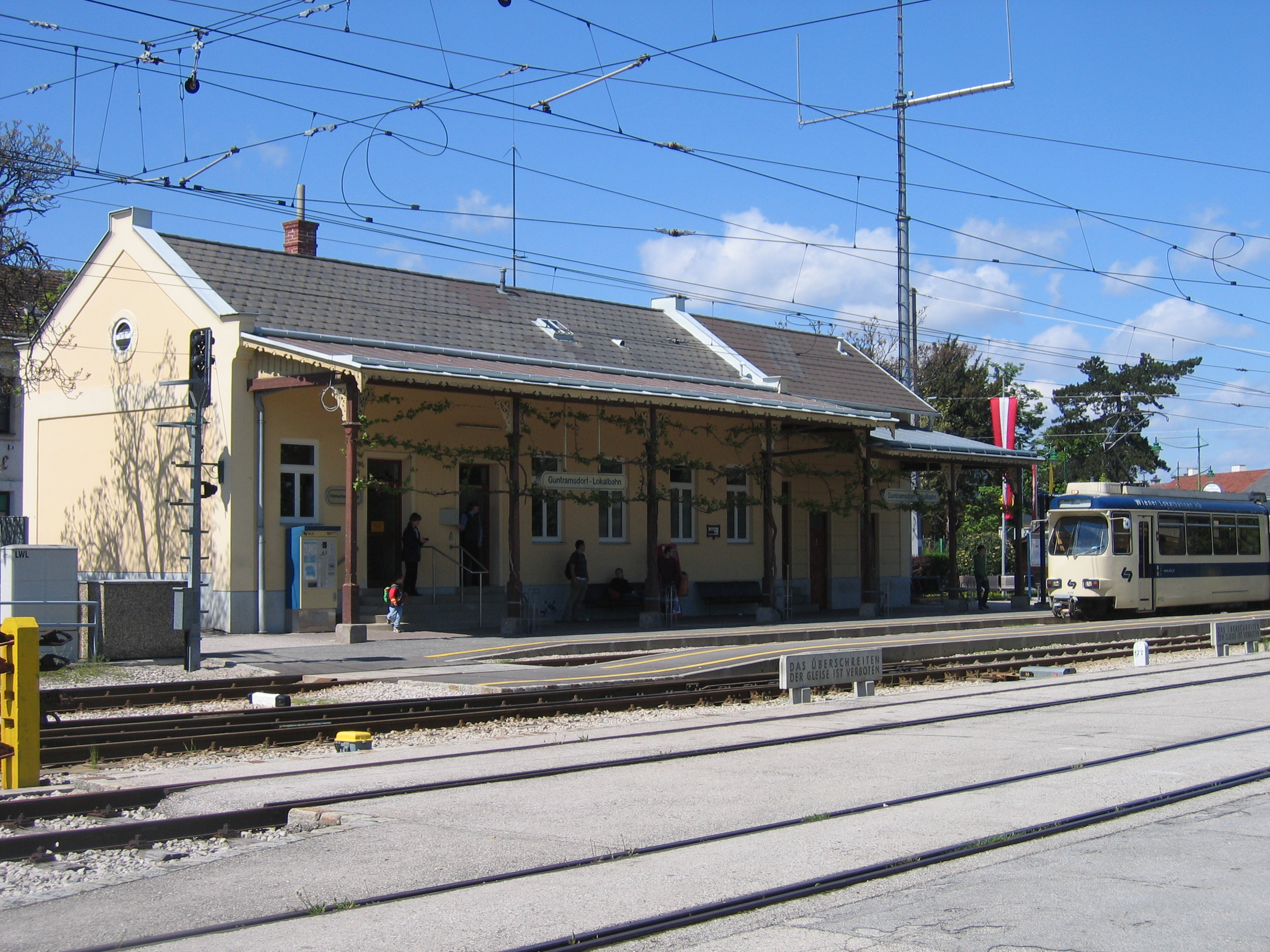
Der Bahnhof Guntramsdorf Lokalbahn
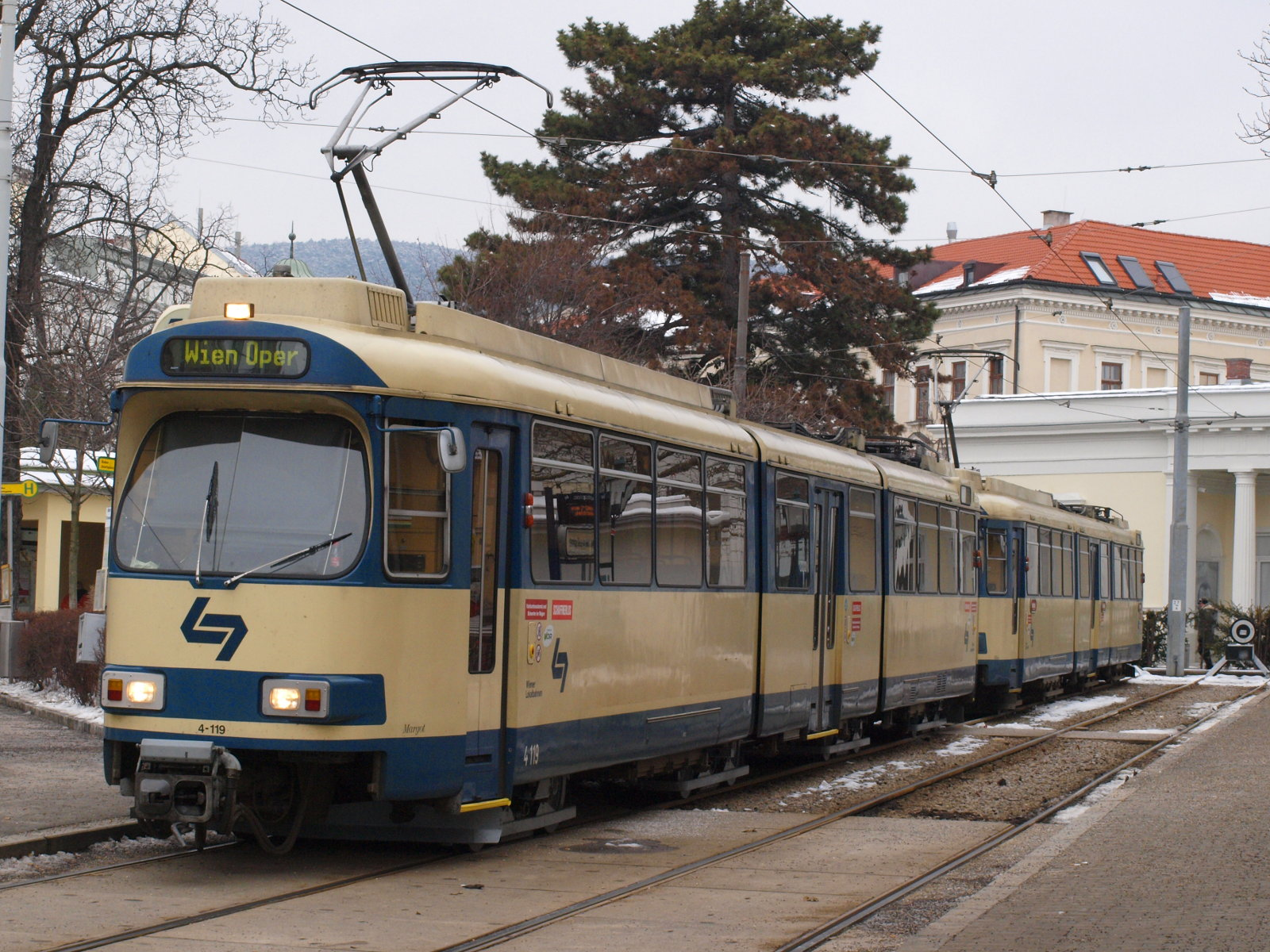
Die südliche Endstation Baden Josefsplatz
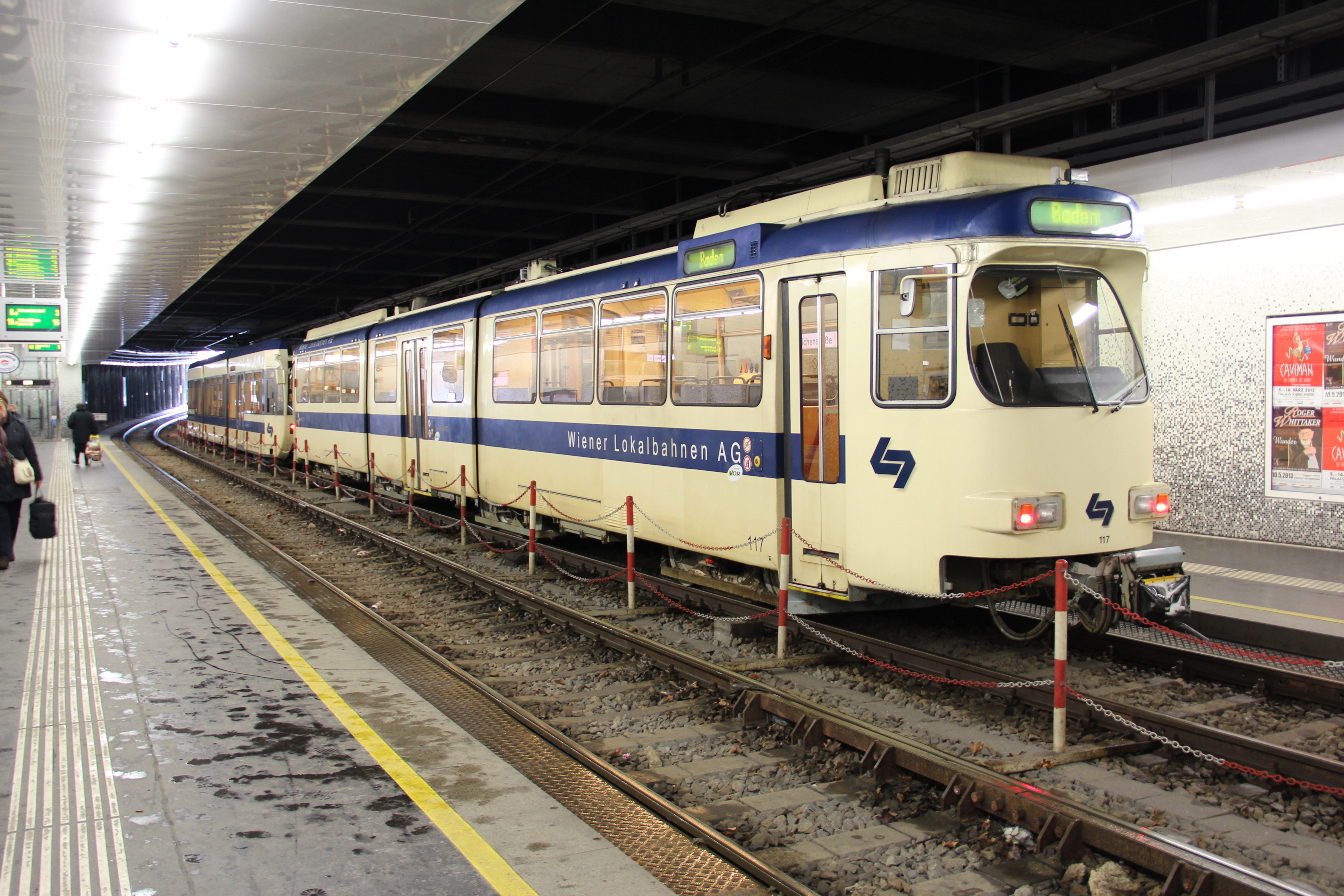
Station Eichenstraße im Tunnel der USTRAB Wien

### Sicherungsanlagen

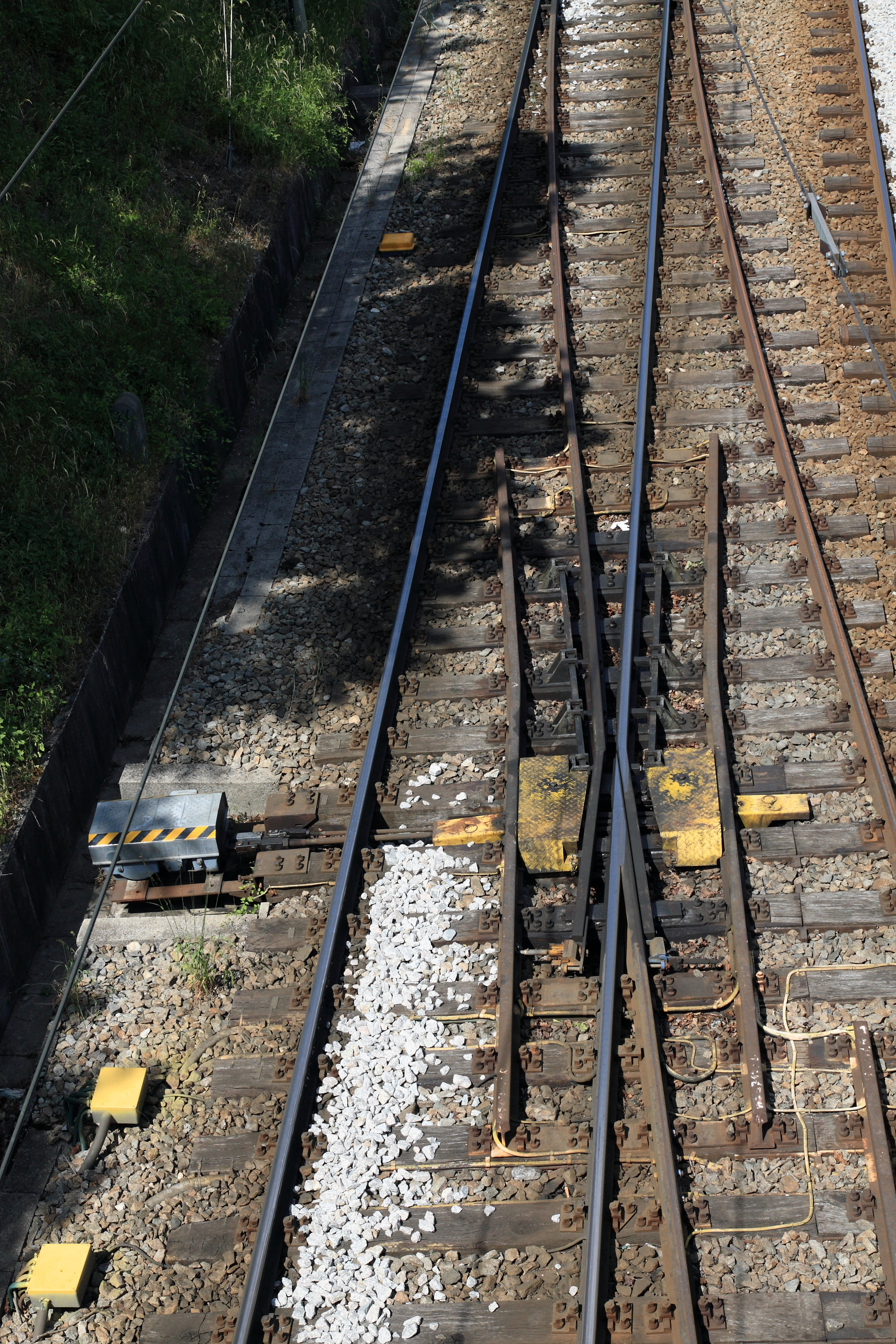
Herzstück mit beweglichen Flügelschienen (Üst Schedifkaplatz)

In den ersten Betriebsjahren gab es keine Sicherungsanlagen, erst durch eine technisch-polizeiliche Prüfung am 10. Jänner 1902 wurden bei allen Weichen, die gegen die Spitze befahren werden, Schlösser vorgeschrieben. Die ersten mechanischen Mittelstellwerke der Bauart 3500 der Firma Siemens & Halske sowie Schleppgleisapparate bei den Anschlussbahnen wurden am 18. Mai 1907 in Betrieb genommen – gleichzeitig wurde die Streckenhöchstgeschwindigkeit auf 50 km/h erhöht. Während die Ein- und Ausfahrsignale mechanisch fernbedienbar wurden, blieben die Weichen ortsbedient. Sie wurden allerdings mit Weichenriegeln in die Signalabhängigkeit einbezogen.
Zwischen März 2006 und Mai 2007 wurde in Wiener Neudorf ein Zentralstellwerk mit Fernsteuerzentrale eingerichtet. Die übrigen Stellwerke sind im Regelbetrieb unbesetzt und werden von Wiener Neudorf ferngesteuert. Die Technik für das Stellwerk lieferte Siemens. Der Bau wurde im März 2006 begonnen und im Mai 2007 eröffnet. Wegen des Mischbetriebes von Fahrzeugen mit Fernbahn- und Straßenbahnradreifen sind die Weichen in den durchgehenden Hauptgleisen im Eisenbahnabschnitt zwischen Schedifkaplatz und Baden-Leesdorf Fbf mit Herzstücken mit beweglichen Flügelschienen ausgerüstet. In Eisenbahnweichen mit festen Herzstücken besteht für die Personentriebwagen eine Geschwindigkeitsbeschränkung auf 20 km/h.
| Kilometer | Bezeichnung                   | Bauart | Inbetriebnahme | Auflassung | Bemerkung                                                                   |
| --------- | ----------------------------- | ------ | -------------- | ---------- | --------------------------------------------------------------------------- |
| 04,208    | Zugmeldeposten 2              | 3500   | 18.05.1907     | 23.10.1980 | fernbedient von Inzersdorf, Verbindungsgleis zur Pottendorfer Linie         |
| 05,220    | Inzersdorf Personenbahnhof    | 3500   | 18.05.1907     | 02.10.1980 |                                                                             |
| 05,220    | Inzersdorf Personenbahnhof    | DrS    | 03.10.1980     |            |                                                                             |
| 06,270    | Inzersdorf Lokalbahn          | 3500   | 18.05.1907     | 03.10.1980 | fernbedient von Inzersdorf                                                  |
| 08,427    | Vösendorf-Siebenhirten        | 3500   | 18.05.1907     | 30.04.1985 |                                                                             |
| 08,427    | Vösendorf-Siebenhirten        | DrS    | 01.05.1985     |            |                                                                             |
| 10,746    | Zugmeldeposten 6              | 3500   | 18.05.1907     | 1939/1940  |                                                                             |
| 12,735    | Wiener Neudorf                | 3500   | 18.05.1907     | 18.10.1983 |                                                                             |
| 12,735    | Wiener Neudorf                | DrS    | 19.10.1983     | 2007       |                                                                             |
| 12,735    | Wiener Neudorf                | ESTW   | 2007           |            |                                                                             |
| 13,700    | Zugmeldeposten 8              | 3500   | 18.05.1907     | 16.09.1955 | Kreuzung mit der Laxenburger Bahn                                           |
| 14,198    | Zugmeldeposten 8a             | 5007   | 1942           | 1945       |                                                                             |
| 17,205    | Guntramsdorf                  | 3500   | 18.05.1907     | 1990       |                                                                             |
| 17,205    | Guntramsdorf                  | DrS    | 1976           |            | Abzw. IZ NÖ                                                                 |
| 17,205    | Guntramsdorf                  | DrS    | 1990           |            |                                                                             |
| 21,375    | Traiskirchen                  | 3500   | 18.05.1907     | 30.11.1988 |                                                                             |
| 21,375    | Traiskirchen                  | DrS    | 01.12.1988     |            |                                                                             |
| 22,382    | Abzw. Wienersdorf (Posten 11) | 3500   | 18.05.1907     | 1989       | fernbedient von Traiskirchen, Verbindungsgleis nach Traiskirchen Aspangbahn |
| 23,400    | Tribuswinkel                  | 3500   | 18.05.1902     | 1989       |                                                                             |
| 24,955    | Baden Leesdorf                | 3500   | 18.05.1907     | 1990       | fernbedient von Traiskirchen                                                |

### Gesicherte Eisenbahnkreuzungen
| Kilometer | Straße                     | Inbetriebnahme | Auflassung | Sicherungsart       |
| --------- | -------------------------- | -------------- | ---------- | ------------------- |
| 05,248    | Werkstättenzufahrt         | 1972           | ?          | Vollschrankenanlage |
| 05,248    | Werkstättenzufahrt         | ?              |            | Lichtzeichenanlage  |
| 05,309    | Anton-Baumgartner-Straße   | 1927           | 1960/1970  | Warnlichtanlage     |
| 05,309    | Anton-Baumgartner-Straße   | 1960/1970      | 1999       | Blinklichtanlage    |
| 05,309    | Anton-Baumgartner-Straße   | 1999           |            | Lichtzeichenanlage  |
| 05,452    | Purkytgasse                | 1967           |            | Halbschrankenanlage |
| 06,679    | Triester Straße            | 1939           |            | Blinklichtanlage    |
| 06,970    | Triester Straße (Ausfahrt) | ?              |            | Lichtzeichenanlage  |
| 07,005    | Triester Straße (Ausfahrt) | ?              |            | Lichtzeichenanlage  |
| 07,180    | Schönbrunner Allee         | 1961           |            | Lichtzeichenanlage  |
| 12,757    | Hauptstraße                | 1927           | 1945       | Warnlichtanlage     |
| 12,757    | Hauptstraße                | 1955           | 1959/1980  | Blinklichtanlage    |
| 12,757    | Hauptstraße                | 1959/1980      |            | Verkehrslichtanlage |
| 13,028    | Triester Straße            | 1941           | ?          | Blinklichtanlage    |
| 13,028    | Triester Straße            | ?              |            | Lichtzeichenanlage  |
| 13,170    | Fußweg                     | 1907           | 1945       | Warnlichtanlage     |
| 13,265    | Schillerstraße             | 1927           | 1945       | Warnlichtanlage     |
| 13,265    | Schillerstraße             | 1979/1984      | 1996       | Blinklichtanlage    |
| 13,265    | Schillerstraße             | 1996           |            | Lichtzeichenanlage  |
| 13,767    | Brown-Boveri-Straße        | ?              |            | Lichtzeichenanlage  |
| 15,030    | Triester Straße            | 1947           | 1985       | Blinklichtanlage    |
| 15,030    | Triester Straße            | 1985           |            | Lichtzeichenanlage  |
| 17,111    | Hauptstraße                | 1927           | 1945       | Warnlichtanlage     |
| 17,111    | Hauptstraße                | 1952           |            | Blinklichtanlage    |
| 17,295    | Am Kirchanger              | 1927           | 1945       | Warnlichtanlage     |
| 17,295    | Am Kirchanger              | 1952           |            | Blinklichtanlage    |
| 18,849    | Wienerbergstraße           | ?              |            | Lichtzeichenanlage  |
| 19,846    | Schulgasse                 | ?              |            | Lichtzeichenanlage  |
| 20,090    | Triester Straße            | 1939           |            | Blinklichtanlage    |
| 20,636    | Oskar-Helmer-Straße        | 1983           |            | Halbschrankenanlage |
| 21,102    | Michel-Buchberger-Straße   | 1984           |            | Lichtzeichenanlage  |
| 21,433    | Otto-Glöckel-Straße        | 1933           | 1945       | Warnlichtanlage     |
| 21,433    | Otto-Glöckel-Straße        | 1948           |            | Lichtzeichenanlage  |
| 21,521    | Pfaffstättner Straße       | 1933           | 1945       | Warnlichtanlage     |
| 21,521    | Pfaffstättner Straße       | 1948           |            | Lichtzeichenanlage  |
| 22,014    | Steinfeldgasse             | ?              |            | Lichtzeichenanlage  |
| 22,875    | Landesstraße 4011          | ?              |            | Halbschrankenanlage |
| 23,350    | Josefsthaler Straße        | 1927           | 1945       | Warnlichtanlage     |
| 23,350    | Josefsthaler Straße        | 1948           | 1996       | Blinklichtanlage    |
| 23,350    | Josefsthaler Straße        | 1996           |            | Lichtzeichenanlage  |
| 24,030    | Landesstraße 4011          | ?              |            | Lichtzeichenanlage  |
| 25,174    | Dr. Julius-Hahn-Gasse      | ?              |            | Lichtzeichenanlage  |

## Fahrzeuge
Ursprünglich dienten 14 Triebwagen und 11 Beiwagen der Reihe 200, geliefert von der Prager Waggonfabrik Ringhoffer, dem Verkehr. Ab 1911 beförderte der Hofsalonwagen der WLB auch allerhöchste Fahrgäste nach Baden und Bad Vöslau. 1927/28 wurden die modernen Fahrzeuge der Reihe 220/230 von Graz/ELIN in Betrieb genommen. Von den 1970er bis in die 1990er Jahre trugen die »Kölner« der Reihe 10/90 die Hauptlast des Verkehrs.
Reste des Fahrzeugparks bestehen heute noch aus Hochflurwagen der Reihe 100, gebaut in den Jahren 1979 bis 1993 von SGP Simmering und AEG Austria. Von diesen dreiteiligen und achtachsigen, auf dem Typ Mannheim basierenden Zweirichtungsgelenkwagen wurden insgesamt 26 Stück geliefert, wobei 2010 aufgrund von Ersatzteilmangel zwei ältere, 1979 und 1983 in Dienst gestellte Wagen ausgemustert wurden. Mit diesen Fahrzeugen begann der schaffnerlose Betrieb auf der Lokalbahn Wien–Baden. Die Wagen sind mit einer Vielfachsteuerung ausgestattet, die eine Kupplung von bis zu drei Einheiten erlaubt, wobei im Normalbetrieb nur in Doppeltraktion gefahren wird. Die 26 Wagen tragen links vorne und rechts hinten die Vornamen Adi, Alois, Andreas, Claudia, Elfride, Erich, Erika, Ernst, Franziska, Hans, Harald, Heri, Herta, Inge, Josef, Karl, Margot, Michaela, Reni, Robert, Rudi, Susanne, Theo, Toni, Vera und Wilhelm.
Mit der Auslieferung der TW 500 wurde mit der Teilausmusterung der 100er-Reihe begonnen.
Dies betraf bislang die Wägen 113 und 114. Wagen 106 wurde nach einem Auffahrunfall auf einen ULF im Jahre 2020 verschrottet.
Zusätzlich stehen 14 Niederflurwagen der Reihe 400 (auch T2500 und T400 genannt, abgeleitet vom Typ T der Wiener U-Bahn) zur Verfügung, welche in den Jahren 2000, 2006, 2009 und 2010 von Bombardier gebaut wurden. Verglichen zur Type T sind die Wagen der Reihe 400 mit einer Breite von 2,50 Metern etwas schmaler, und können sich im Gegensatz zu den Type T begegnen. Es gibt nur zwei statt drei Türen pro Seite sowie an beiden Enden Führerstände. Die Fahrzeuge der neueren Serien sind mit Videoüberwachung, Klimaanlage sowie einem Rollstuhllift ausgestattet. Nur ein Wagen ist mit dem Vornamen Gabi benannt.
Alle auf der Strecke eingesetzten Triebwagen können unter allen drei auf der Badner Bahn verwendeten Spannungen verkehren. Die Wagen der Reihe 400 sind für eine Geschwindigkeit von 80 km/h zugelassen, die der Reihe 100 für 78 km/h. Die Vielfachsteuerung der Wagen der Reihe 100 wurde nach Lieferung der Reihe 400 an diese angepasst, seitdem verkehren die Wagen miteinander gekuppelt. Damit kann bei jedem Zug, der die Gesamtstrecke befährt, ein stufenloser Einstieg gewährleistet werden. Solange die Anpassungsarbeiten liefen, waren die bereits umgebauten Wagen mit einer zusätzlichen Ziffer »4« vor der Wagennummer gekennzeichnet.
Nach mehrmaligen Tests wurde kurz vor dem 24. Dezember 2022 die behördliche Bewilligung für den Einsatz der Wagen von Alstom (Reihe 501 ff.) erteilt. Der Wagen 501 wurde schon im Dezember 2022 eingesetzt, ab Anfang Jänner 2023 folgten weitere. Seit Mai 2023 sind alle 18 Fahrzeuge der Basisbestellung in Betrieb. Die Wagen 501+ sind klimatisiert, haben mehr Platz für Rollstühle und Kinderwägen, bieten WLAN, USB-Ladebuchsen und 230-V-Schutzkontakt-Steckdosen.
Der Einsatz im Linienbetrieb begann am 27. Dezember 2022.
Folgende Wagen sind im Einsatz:
| Reihe | Hersteller, Typ            | Baujahre                          | Nummern | Anzahl                                                                | Länge    | Breite | Leermasse | Leistung   | Höchstgeschwindigkeit            |
| ----- | -------------------------- | --------------------------------- | ------- | --------------------------------------------------------------------- | -------- | ------ | --------- | ---------- | -------------------------------- |
| 100   | SGP Simmering Typ Mannheim | 1979, 1983, 1987, 1989, 1991–1993 | 101–126 | 10 (16 bereits ausgemustert); im Juli 2025 noch sporadisch im Einsatz | 26,750 m | 2,40 m | 37 t      | 2 × 190 kW | 80 km/h (auf 78 km/h beschränkt) |
| 400   | Bombardier                 | 2000, 2006, 2009–2010             | 401–414 | 14                                                                    | 26,942 m | 2,50 m | 35 t      | 4 × 100 kW | 80 km/h                          |
| 500   | Alstom Typ Flexity 2       | 2021–2025                         | 501–534 | 34                                                                    | 27,82 m  | 2,55 m | 42 t      | 4 × 110 kW | 80 km/h                          |

Jahrzehntelang bot das Bahnunternehmen Fahrten mit historischen Fahrzeugen, teilweise sogar regelmäßig nach Fahrplan, an. Unter anderem wurde dafür der Hofsalonwagen 200 verwendet. Nach Abgabe aller historischer Fahrzeuge an Museen und Sammlungen werden derartige Fahrten nicht mehr angeboten.

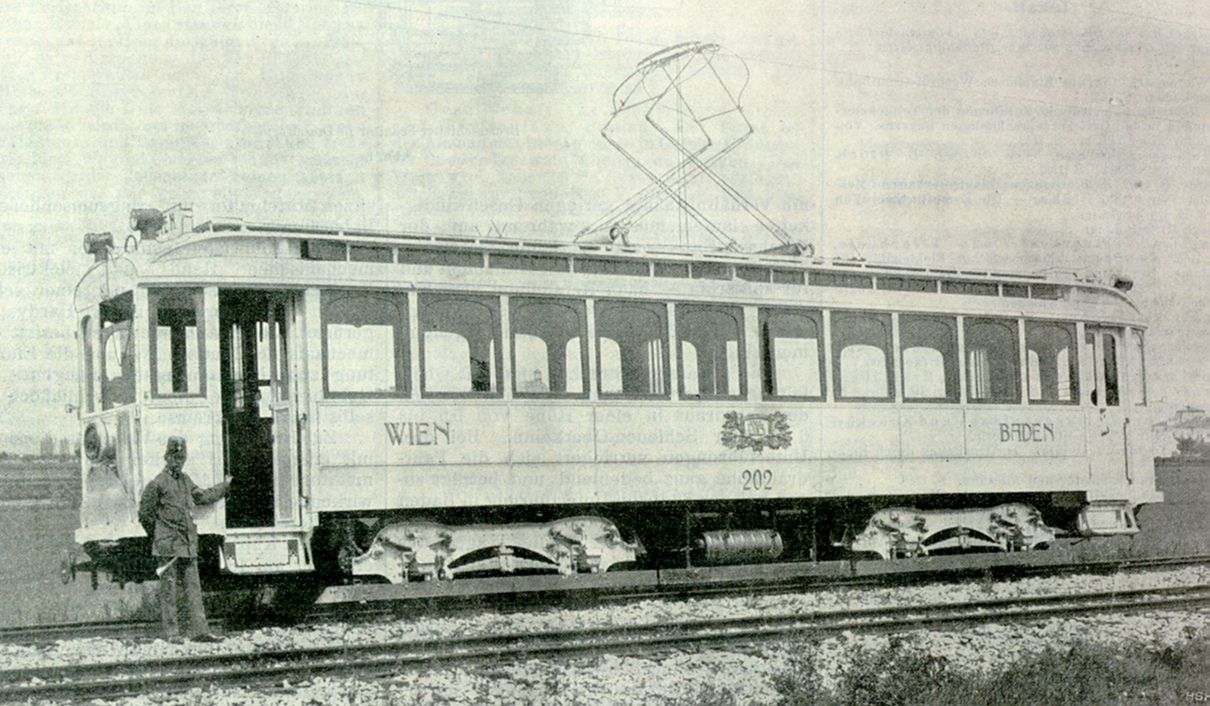
Ursprungstriebwagen der Reihe 200 von 1906
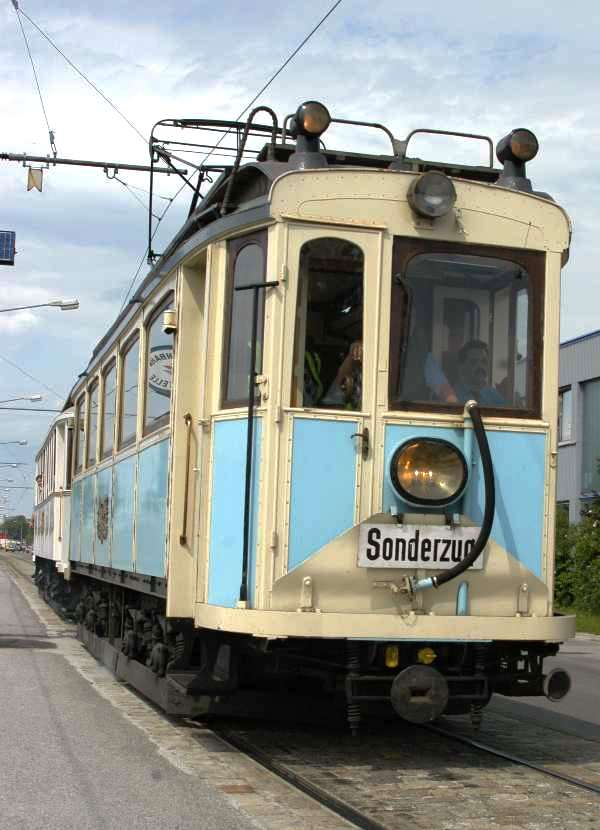
Der Hofsalonwagen 200 aus dem Jahr 1911
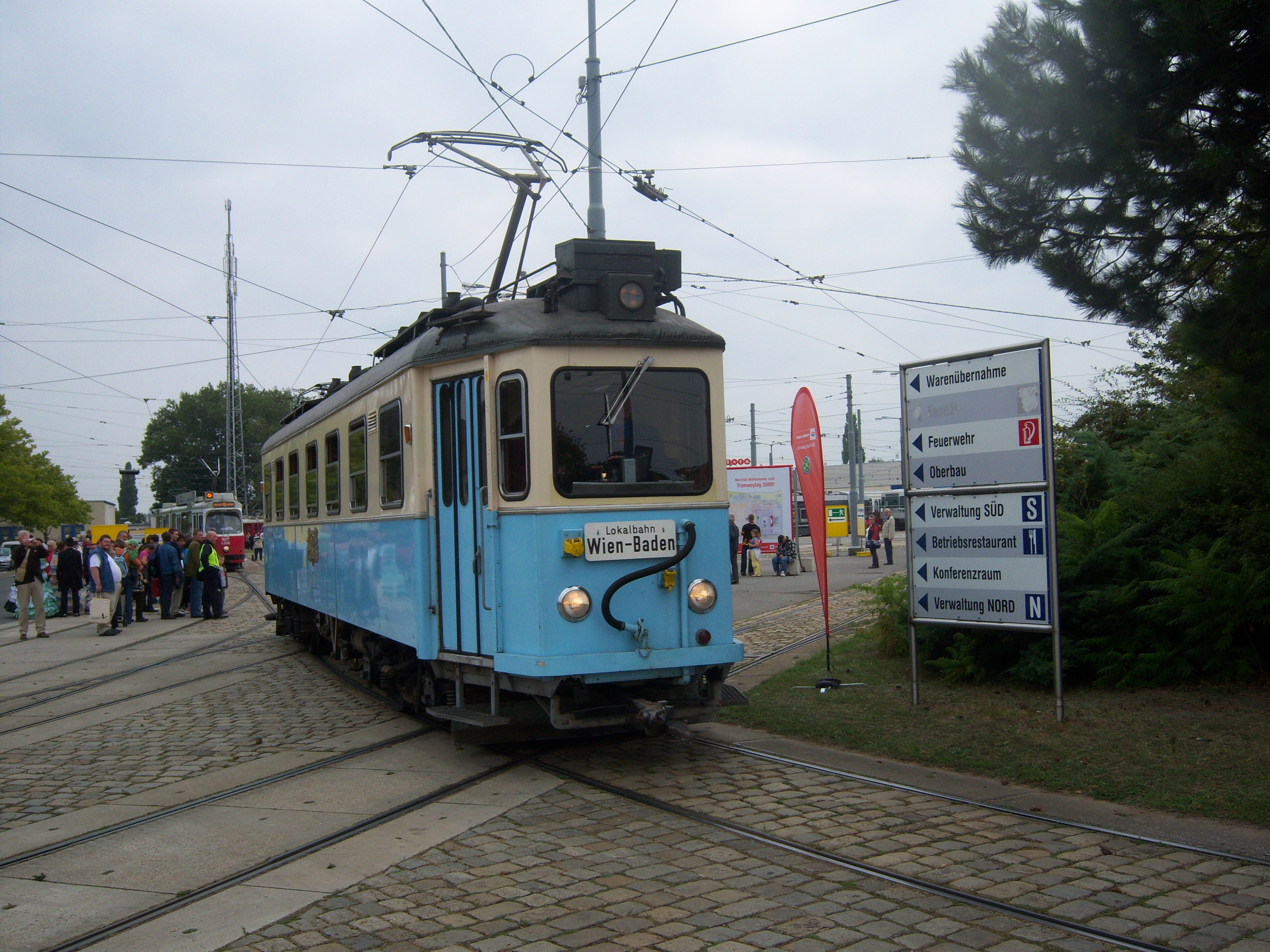
Historischer Triebwagen 231 der Reihe 220/230 von 1927/28
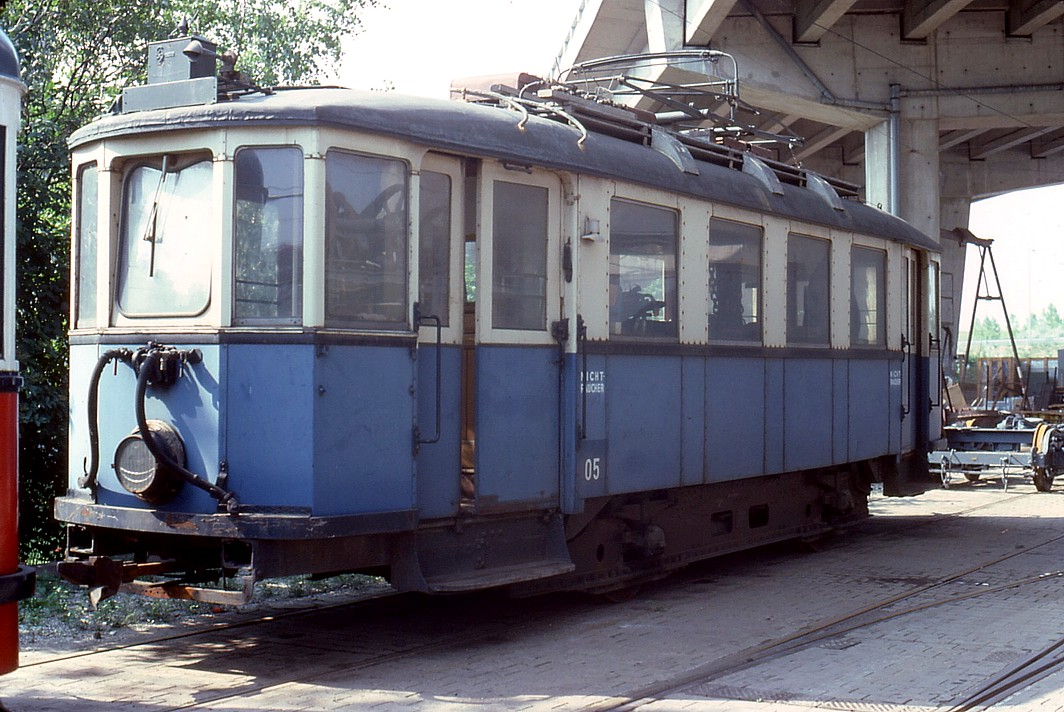
Von der Wiener Elektrischen Stadtbahn übernommener Triebwagen des Typs N, 1979
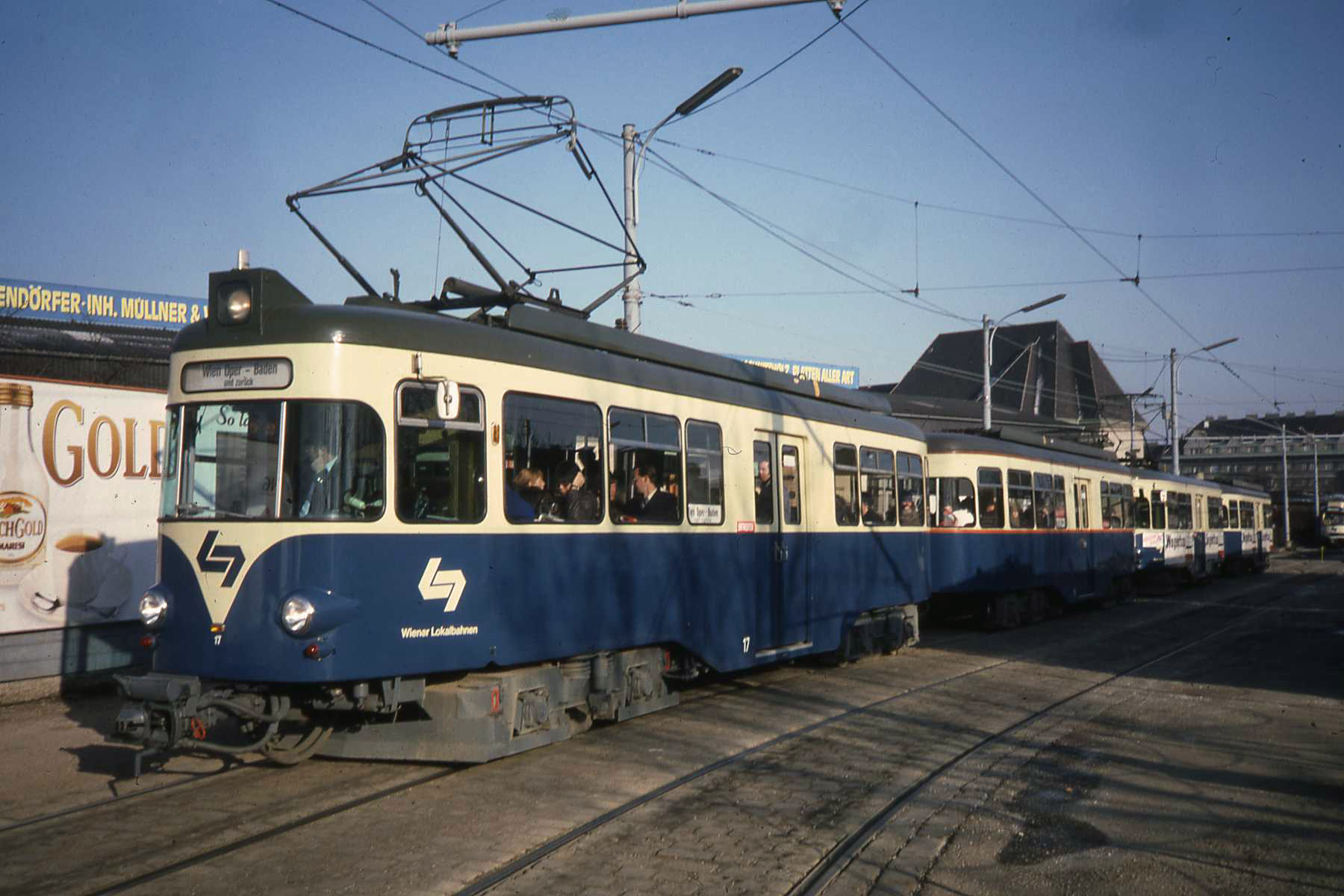
Von den Kölner Verkehrs-Betrieben übernommene Vorortbahngarnitur der DWM[16], bei den WLB Reihe 10/90 bzw. »Kölner«
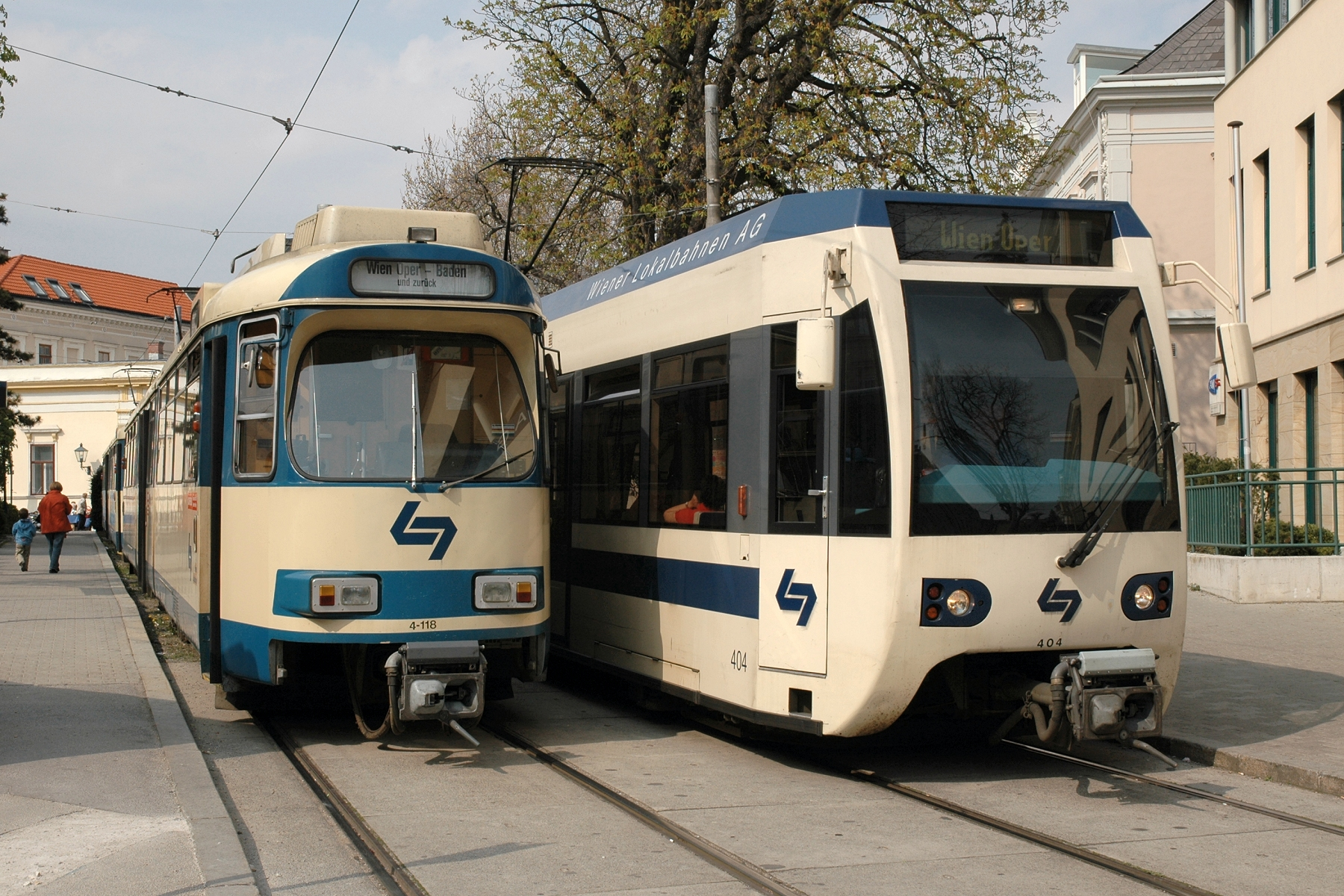
Zwei der im Jahr 2024 eingesetzten Typen, Reihen 100 und 400 in der Endstelle Baden Josefsplatz, Wagen 4-118 und 404
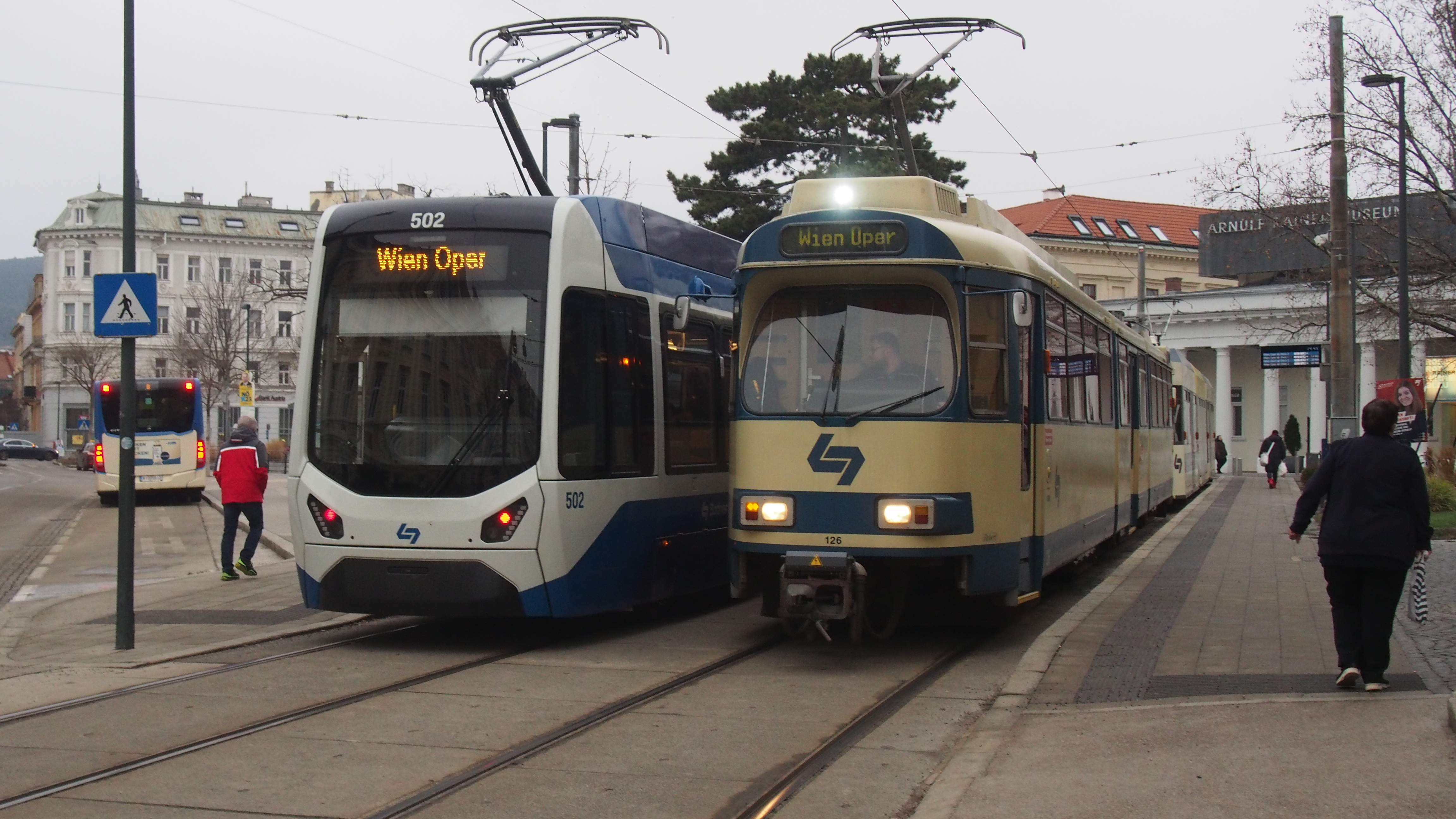
Die Triebwagen 502 und 126 stehen an der Endstelle Baden Josefsplatz
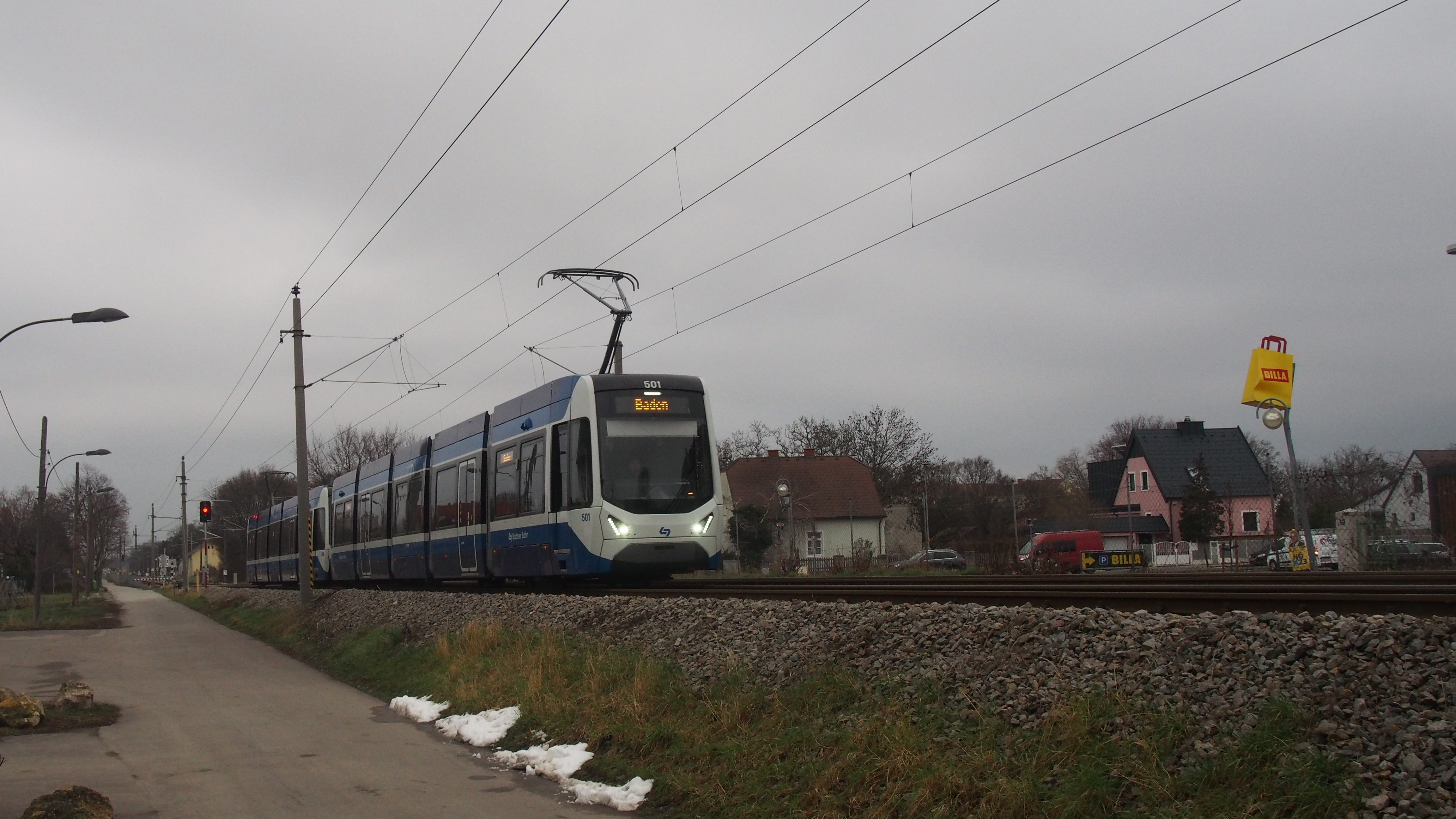
Die Triebwagen 501 und 508 passieren die Strecke zwischen Pfaffstätten Rennplatz und Tribuswinkel Josefsthal
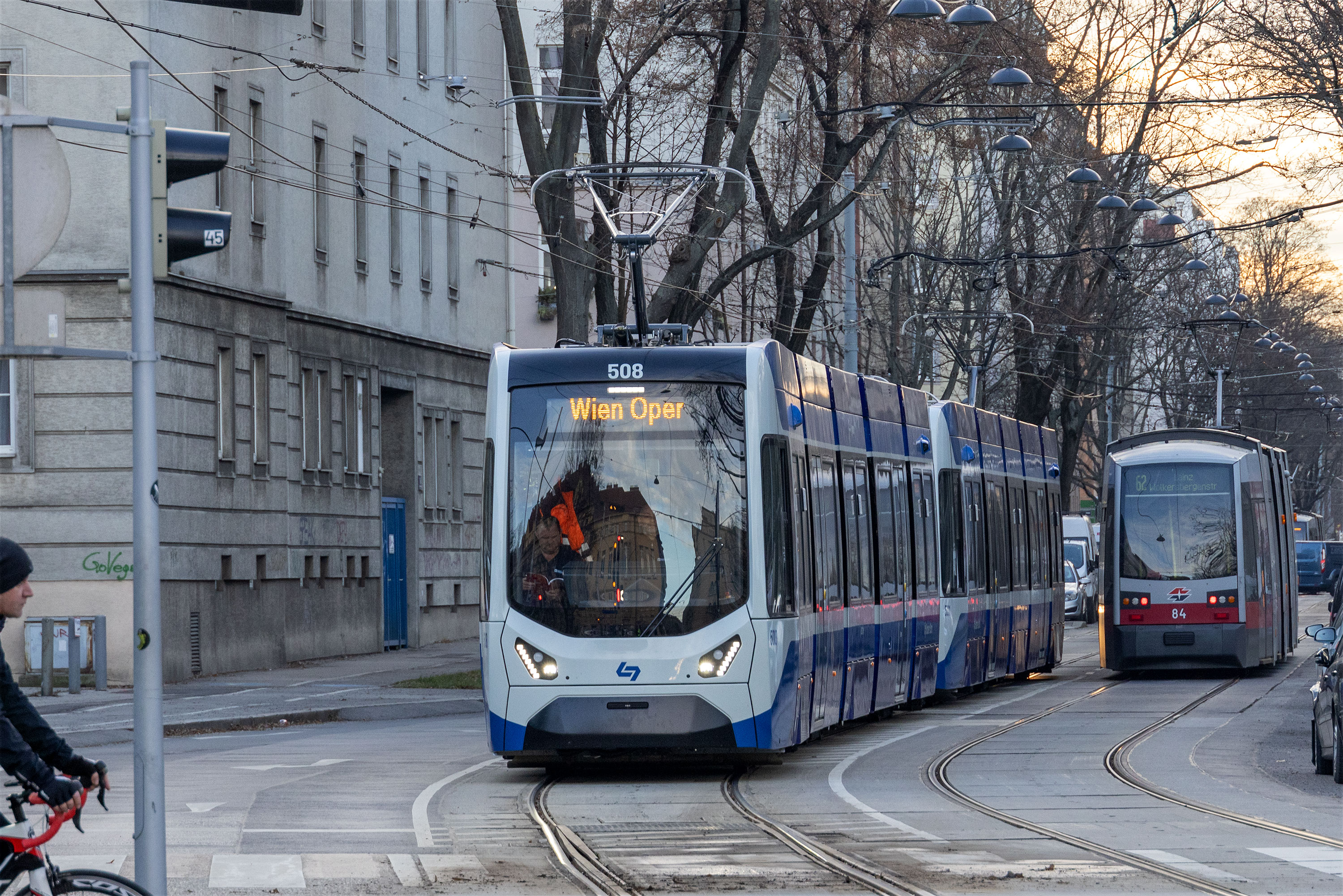
Der Wagen 508 in der Flurschützstraße in Wien.

## Geschichte

Schema der historischen Streckenführungen der Lokalbahn im Stadtgebiet Baden

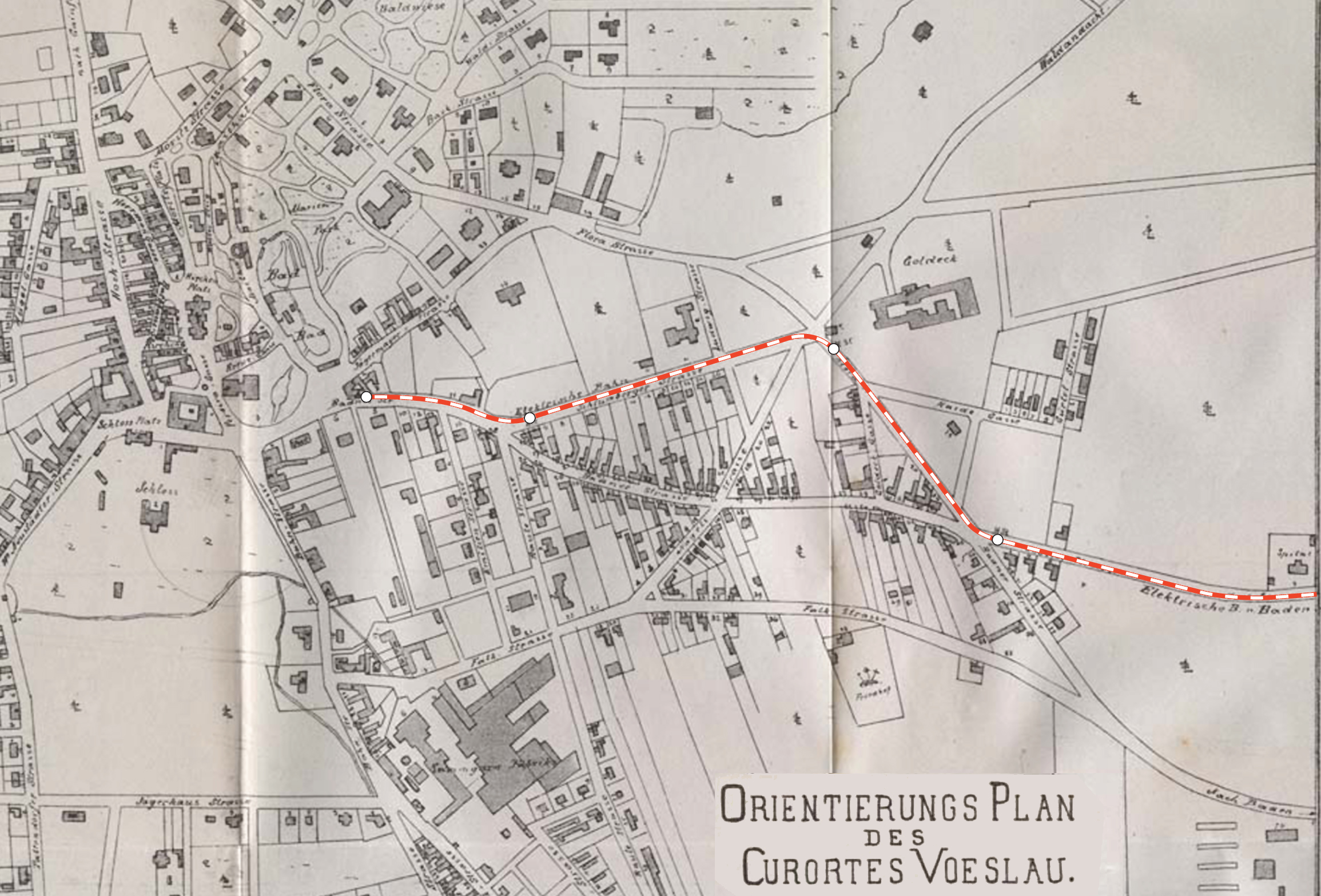
Elektrische Vöslau–Baden, Linienplan Vöslau (1909)

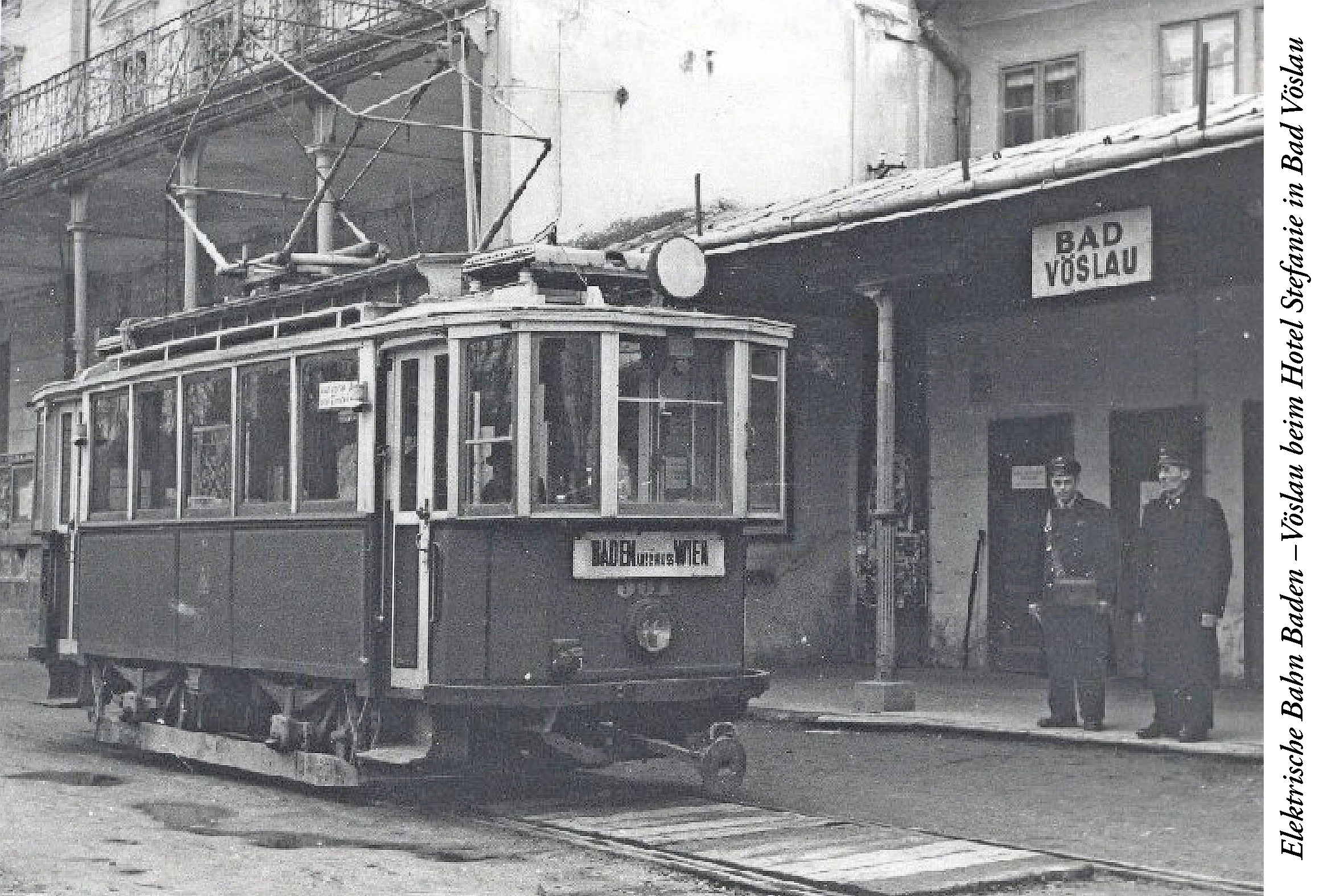
Elektrische Baden–Vöslau beim Hotel Stefanie in Bad Vöslau (Ansichtskarte, o. J.)

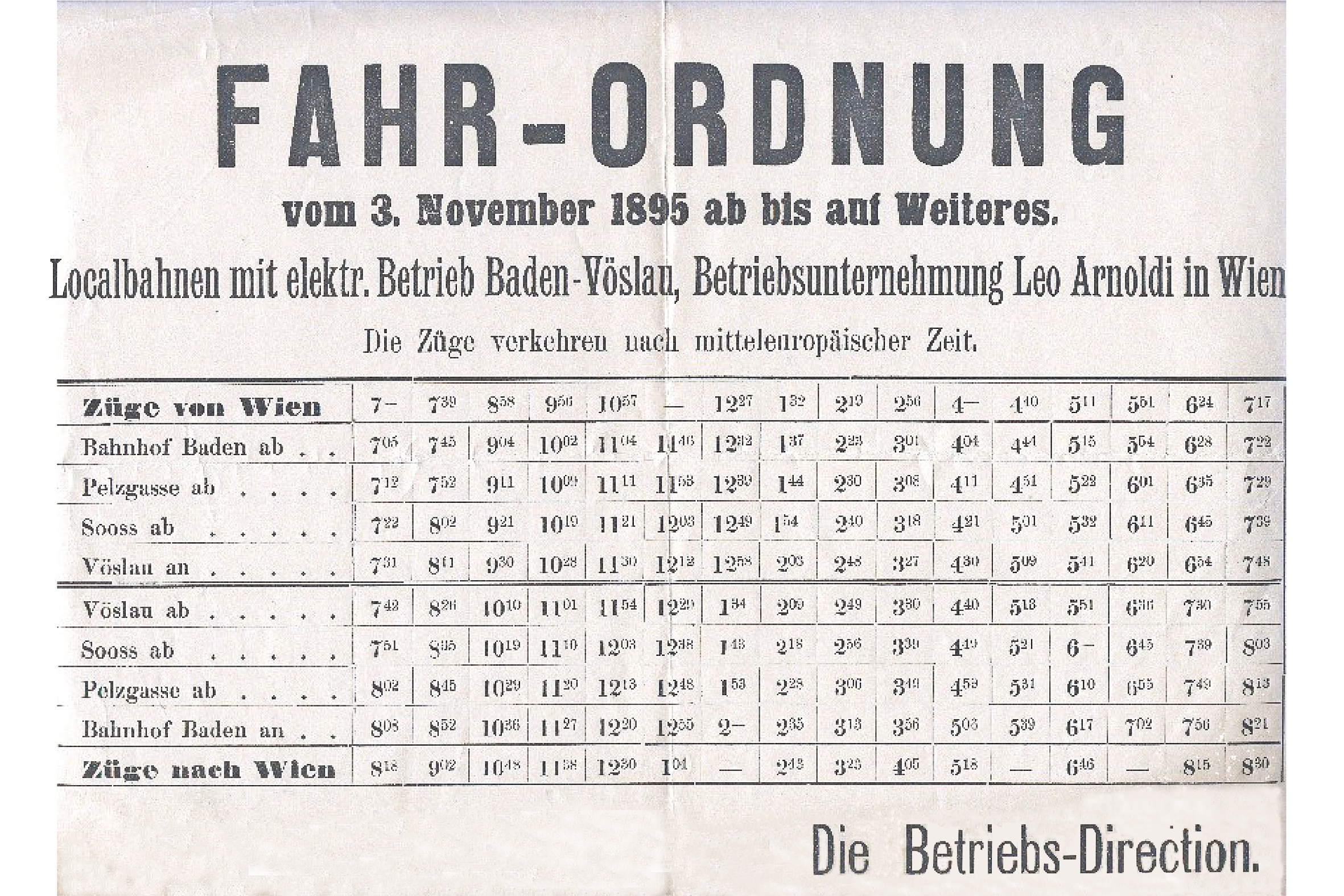
Elektrische Baden–Vöslau, Fahrplan, Arnoldi 1895

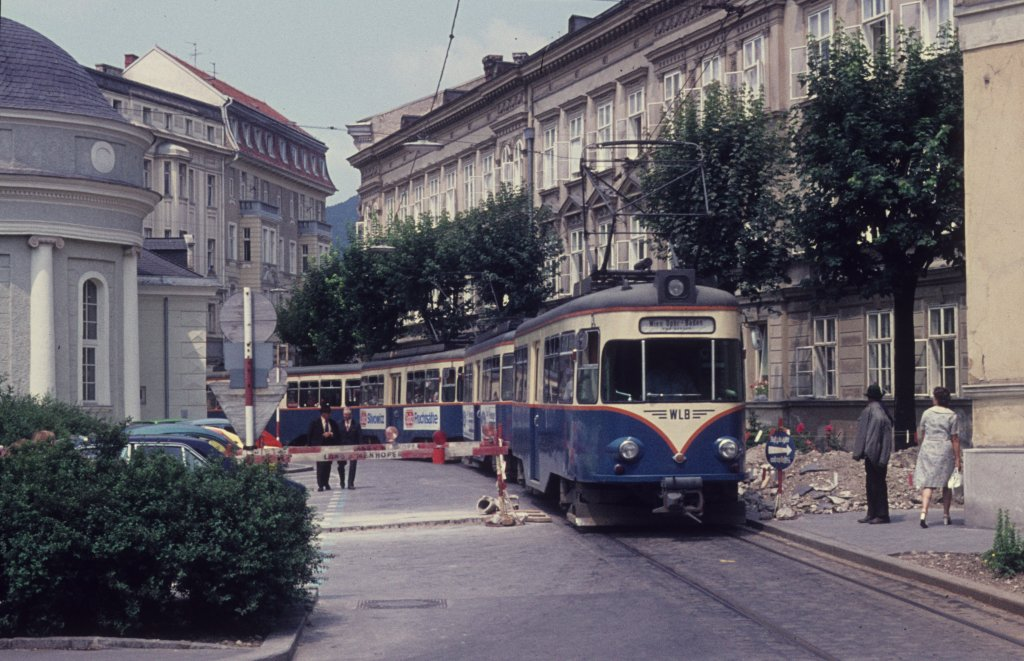
Eine Kölner Garnitur in der ehemaligen Schleife am Josefsplatz (1975)

Die Badner Bahn entstand aus zwei Teilen. Am 29. September 1886 wurde in Abfolge einer Vorkonzession auf Basis der Concessionsurkunde vom 10. März 1885, für die Locomotiv-Eisenbahn von Wien nach Wiener Neudorf von der Neuen Wiener Tramway-Gesellschaft eine Dampfstraßenbahnstrecke von Wien nach Wiener Neudorf eröffnet, die hauptsächlich dem Gütertransport zu den Ziegelfabriken im Süden Wiens diente. Für den Bau und Betrieb einer Fortsetzungsstrecke wurde mit der Concessionsurkunde vom 29. December 1886, für die Localbahn (Dampftramway) von Wiener Neudorf nach Guntramsdorf die Grundlage geschaffen.
Die Verlängerung der Wiener Strecke bis Guntramsdorf erfolgte am 26. Jänner 1895 (die ursprünglich in Aussicht genommenen Eröffnungstermine, 18. August 1894 sowie 15. November 1894, waren beide nicht zu halten). — Die am 22. November 1894 abgeführte Kommissionierung hatte folgende vier Haltestellen zum Gegenstand gehabt: Neudorf Mitte, Haltestelle und Kreuzung der Laxenburgerbahn, Adamhof sowie Guntramsdorf [in der Nähe der Reichsstraße].
Am anderen Ende der Strecke war schon ab 1873 die Straßenbahn von Baden Leesdorf nach Rauhenstein mit Pferdetraktion (siehe: § 1 RGBl 1892/159) eröffnet worden, für die 1882 auf Grundlage eines (sogar eine Linie von Sattelbach nach Heiligenkreuz berücksichtigenden) Ministerialerlasses vom 9. Mai 1881 Vorbereitungen zum Weiterbau bis Alland und Klausen-Leopoldsdorf getroffen wurden, ein Projekt, das bei Realisierung bedeutende finanzielle Einnahmen durch Holztransporte hätte erwarten lassen und Baden ab Klausen-Leopoldsdorf vom (wetterbestimmten) Schwemmbetrieb auf der Schwechat großenteils unabhängig gemacht haben würde.
Die Strecke nach Rauhenstein wurde ab 16.  Juli 1894 elektrisch betrieben, wobei der Streckenabschnitt Baden Josefsplatz–Leesdorf ein Bestandteil der heutigen Badner Bahn ist. Die Straßenbahn in Baden ist damit die älteste elektrisch betriebene Normalspurstraßenbahn in Österreich. Unter anderem gestützt auf eine Vorkonzession, um die am 22. Dezember 1887 der Wiener Ingenieur Franz Fischer angesucht hatte, sowie die im Februar 1898 angeordnete Trassenrevision wurde am 22. Mai 1895 auf Basis der Concessionsurkunde vom 29. Juli 1892, für die Localbahn mit elektrischem Betriebe von Baden nach Vöslau die von Anfang an elektrisch betriebene, mindestens vom 1. Mai bis 30. September eines jeden Jahres in ununterbrochenem Betrieb zu erhaltende Straßenbahn Baden–Sooß–Vöslau eröffnet. (Gemäß § 1 der Konzessionsurkunde bestand das Recht, die Linie bis zu den Bädern in Vöslau zu bauen sowie eine Ergänzungslinie zum Bahnhofe in Vöslau zu errichten. — Beide Vorhaben wurden nie ausgeführt. Die Endstelle lag bis zum Betriebsende außerhalb des Vorplatzes zu den Bädern.) Am 30. März 1897 kaufte die Actiengesellschaft der Wiener Localbahnen die Straßenbahn Baden und übernahm rückwirkend per 1. Jänner 1897 die Betriebsführung.
Am 1. Jänner 1898 übernahm die Localbahn-Gesellschaft von der Firma Arnoldi die Betriebsführung auf den Bahnlinien Wien–Wiener Neudorf und Wiener Neudorf–Guntramsdorf. In der Folge wurden die Konzessionsverhandlungen wegen Ausbaues der Linien Guntramsdorf–Baden, Badener Ringlinie und die Umwandlung der Linie Wien–Guntramsdorf in elektrischen Betrieb zum Abschluss gebracht. Auch wurde in jenen Monaten das Unternehmen Baden-Vöslau von der Regierung angekauft.
Mit 1. Juni 1898 wurde, nachdem alle Vorarbeiten hinsichtlich des Ausbaus der Strecke Guntramsdorf–Baden vollendet waren, mit dem Unterbau begonnen, Monate bevor für diesen Streckenabschnitt die Konzession erteilt wurde.
Anfang November 1898 waren die Arbeiten schon ziemlich weit fortgeschritten, die Verkehrsübergabe des neuen Schienenwegs für Mai 1899 bereits absehbar.
Die Verlängerung der Badener Strecke von Leesdorf bis Guntramsdorf wurde (gestützt auf die Concessionsurkunde vom 17. October 1898 für die Localbahn Guntramsdorf–Leesdorf […] mit einer Verbindungslinie zur Station Traiskirchen der k. k. privilegierten Eisenbahn Wien-Aspang […]) am 11. Mai 1899 als elektrische Bahn und schon zweigleisig in Regelbetrieb genommen.
Am 30. August 1899 wurde die Ringlinie in Baden und am 28. Jänner 1900 die Zweiglinie von Wienersdorf nach Traiskirchen-Aspangbahnhof eröffnet, ein Projekt, das in größerem Rahmen bereits 1881 Fürsprecher gefunden hatte.
Ende 1898 bestand die bestimmte Absicht, einen Flügel auch von Wiener-Neudorf nach Mödling zu bauen, wodurch später Mödling und Baden direct mit Wien durch die elektrische Bahn verbunden wären.
Bis 1902 wurde der zweigleisige Ausbau bis Guntramsdorf fertiggestellt – im Hinblick auf dessen Elektrifizierung die Abänderung der Concessionsbestimmungen für die Localbahnen von Wien nach Wiener-Neudorf und von Wiener-Neudorf nach Guntramsdorf am 20. August 1898 kundgemacht worden war. Im Jahr 1900 wurde für das Folgejahr der Weiterbau der Linie Wien–Baden–Vöslau bis nach Wittmannsdorf vorgesehen. Dieses Vorhaben dürfte in seiner Streckenführung Gainfarn und (bei Überwindung des Veitinger Gebirges) Hirtenberg eingeschlossen haben und sollte durch die Leobersdorfer Bahn sowie die Lokalbahn Wittmannsdorf–Ebenfurth weiterführende Verbindungen herstellen.
Im September und Dezember 1906 wurde etappenweise der elektrische Betrieb zwischen Matzleinsdorf und Leesdorf aufgenommen. Der feierlichen Eröffnung des durchgehenden elektrischen Verkehrs am 30. April 1907 wohnten neben dem Wiener Bürgermeister Karl Lueger und dem Niederösterreichischen Statthalter Erich Graf Kielmansegg auch der damalige Eisenbahnminister Julius Derschatta von Standhalt sowie Landmarschall Aloys Prinz von Liechtenstein bei.

### Stromsystem
Seit dem 1. Mai 1907 wird die gesamte Strecke von Wien-Oper bis Baden-Josefsplatz durchgehend elektrisch betrieben. Aufgrund der größeren Distanz wurde für die Überlandstrecke (Philadelphiabrücke–Leesdorf) das damals neue Wechselstromsystem angewendet, in diesem Falle 500 V/15 Hz. Die Österreichischen Siemens-Schuckert-Werke entwarfen und lieferten die elektrische Ausrüstung von Strecke und Fahrzeugen. Sechs von einer Übertragungsleitung mit 10.000 Volt gespeiste Trafostationen sorgten für eine gleichmäßige Einspeisung des Stromes, der vom bahneigenen Kraftwerk in Leesdorf sowie dem Wiener Kraftwerk Simmering geliefert wurde. In stromlosen Schutzstrecken musste der Triebfahrzeugführer bei den von Ringhoffer in Prag gebauten Triebwagen der Serie 200 vom Gleichstrom-Fahrschalter auf einen eigenen Transformatorschalter umschalten. Die Motoren konnten mit beiden Stromarten betrieben werden.
Aufgrund von kriegsbedingten Schäden im Zweiten Weltkrieg wurde der Wechselstromantrieb nach Kriegsende aufgegeben und die Gesamtstrecke fortan mit Gleichstrom betrieben. Güterverkehr erfolgte bis in die 1960er-Jahre noch mit Dampflokomotiven, später mit eigenen Diesellokomotiven. 

### Fahrgastzahlen
Die Verbindung erwies sich als voller Erfolg, bereits im Eröffnungsjahr 1907 konnten 1.837.876 Personen befördert werden. Die Frequenz steigerte sich in Folge immer weiter, so dass im Jahr 1914 bereits 3.546.387 Personen mit der Wiener Lokalbahn fuhren. 1911 wurde der innen von Otto Wagner gestaltete Hofsalonwagen für Mitglieder des Kaiserhauses in Betrieb genommen.
Der Erste Weltkrieg stellte enorme Anforderungen an Personal und Fahrzeuge. Teilweise mussten Dampflokomotiven den Betrieb übernehmen, die Personenzüge wuchsen auf bis zu sieben Wagen an. Während der Güterverkehr fast gänzlich zum Erliegen kam, stieg der Personenverkehr aufgrund der kriegswichtigen Betriebe südlich von Wien um bis zu 58 % an. Ab 1917 benutze auch der zeitweise von Baden aus regierende Kaiser Karl I. die Wiener Lokalbahn und fuhr dabei mit dem Hofsalonwagen. Gemäß dem Reglement für Hofzüge musste dabei jeder Gegenzug anhalten und das Passieren des Hofsalonwagens abwarten.
Im Jahre 1918 wurde mit 5,8 Millionen Passagieren ein Rekord aufgestellt. Infolge mangelnder Wartung der Fahrzeuge und Überstrapazierung des ohnehin durch den Kriegseinsatz dezimierten Personals kam es zu zahlreichen Unfällen, aufgrund Kohlenmangels musste in der unmittelbaren Nachkriegszeit der elektrische Betrieb mehrmals eingestellt werden. Der Verkehr konnte erst 1922 wieder in vollem Umfang aufgenommen werden.
1927/28 konnten die völlig neu konzipierten Triebwagen der Baureihe 220/230 in Betrieb genommen werden.
Nach Probe- und Besichtigungsfahrt am 15. Mai 1927 wurde ab 1. Juni selben Jahres auf der Strecke Wien Oper–Baden Josefsplatz und zurück bei 36 Zügen ein Kaffeehausbetrieb offeriert, in sogenannten Speisewagen, vollständig neuartigen Triebwagen, jeweils ausgestattet mit einem eleganten Büffetkasten, der mit Kältevorrichtungen und einem elektrisch geheizten Kaffeeapparat den Passagieren an Speisen und Getränken stets das bietet, was im Kaffeehause selbst erhältlich ist. Die Innenausstattung der von ELIN und der Grazer Waggonfabrik gebauten Wagen der Serie 220 war für eine Lokalbahn sehr luxuriös gehalten: nussholzverkleidete Wände, modernste Deckenbeleuchtungskörper, rindslederbezogene Sitze sowie bei allen Sitzen Klapptische, die (ohne Konsumationszwang) zu einem Imbiss einladen sollten. Die Speisewagen wurden in Schnellzügen geführt, welche den Fahrgast die auf der ziemlich eintönigen Strecke nunmehr mit 60 Minuten festgelegte Reisezeit in angenehmster Weise vertreiben ließ. Der Gastronomie-Service wurde bis 1938 offeriert.
Als weitere Neuerung wurde vorgesehen, dass für die als sogenannte Bäderzüge eingestellten Schnellzüge auch ermäßigte Fahrkarten zur Ausgabe gelangen, die zugleich zur Benützung des an der Straßenbahnlinie Baden-Südbahnhof – Rauhenstein gelegenen (Haltestelle Villa St. Genois), 1926 eröffneten Badener Thermalstrandbades berechtigen und überdies noch mit der Garantie verbunden sind, bei Betreten des Bades eine Kabine zur Verfügung gestellt zu bekommen. (Bereits ein Jahr zuvor war nach Beendigung des vorderen Bäderbaus des Vöslauer Park-Thermalstrandbades die Direktion der elektrischen Lokalbahn von der Gemeinde Vöslau ersucht worden, im Hinblick auf eine bäderrelevante Hebung des Fremdenverkehrs kombinierte Karten (Fahrt und Badekarte) zu angemessenen Preisen und zum direkten Verkehr Wien–Vöslau auszugeben.). Weiters nahm man in Aussicht, aus Richtung Wien kommende Lokalbahn-Bäderzüge bis direkt zum Strandbad zu führen; Voraussetzung dafür: die notwendige, in drei Jahren zu realisierende Erneuerung des Geleiseunterbaus.
Gleichsam mit Veröffentlichung dieses Vorhabens wurde in zukunftsträchtigem Stil die nicht schienengebundene Konkurrenz zu der in Technik wie Komfort eben aufgewerteten Lokalbahn Wien – Baden sowie der Straßenbahn Baden – Vöslau aktiviert: eine Autobuslinie von Wien-Karlsplatz zum Badener Strandbad bzw. Vöslauer Parkstrandbad, zunächst im Zweistundentakt verkehrend, jedoch mit Aussicht auf ein Halbstundenintervall sowie bedeutende Preisermäßigungen und ab 2. Oktober 1927 einer täglich um 23:30 Uhr abgehenden Spätverbindung Wien-Schillerplatz – Baden.
Der zurückgehende Verkehr durch die Auto-Konkurrenz erzwang als erstes auf der Ringlinie in Baden die Einstellung des Straßenbahnbetriebs mit 22. Juli 1928 zugunsten einer Autobuslinie, deren Abendverkehr im Vergleich zur Straßenbahn um eine Stunde verkürzt wurde.
Ab 15. September 1931 wurde die Straßenbahn nach Rauhenstein wochentags eingestellt und am 15. Dezember 1931 die Zweiglinie nach Traiskirchen. Auch die Straßenbahn Baden – Bad Vöslau wurde am 30. September 1931 durch Autobusse ersetzt, allerdings wegen heftigen Widerstands der Fahrgäste und Protesten der Sooßer Ortsvertreter am 20. Dezember 1931, an Stelle des Autobusverkehrs, wieder in Betrieb genommen. Endgültig eingestellt wurde die Straßenbahn Baden – Bad Vöslau am 14. Februar 1951.

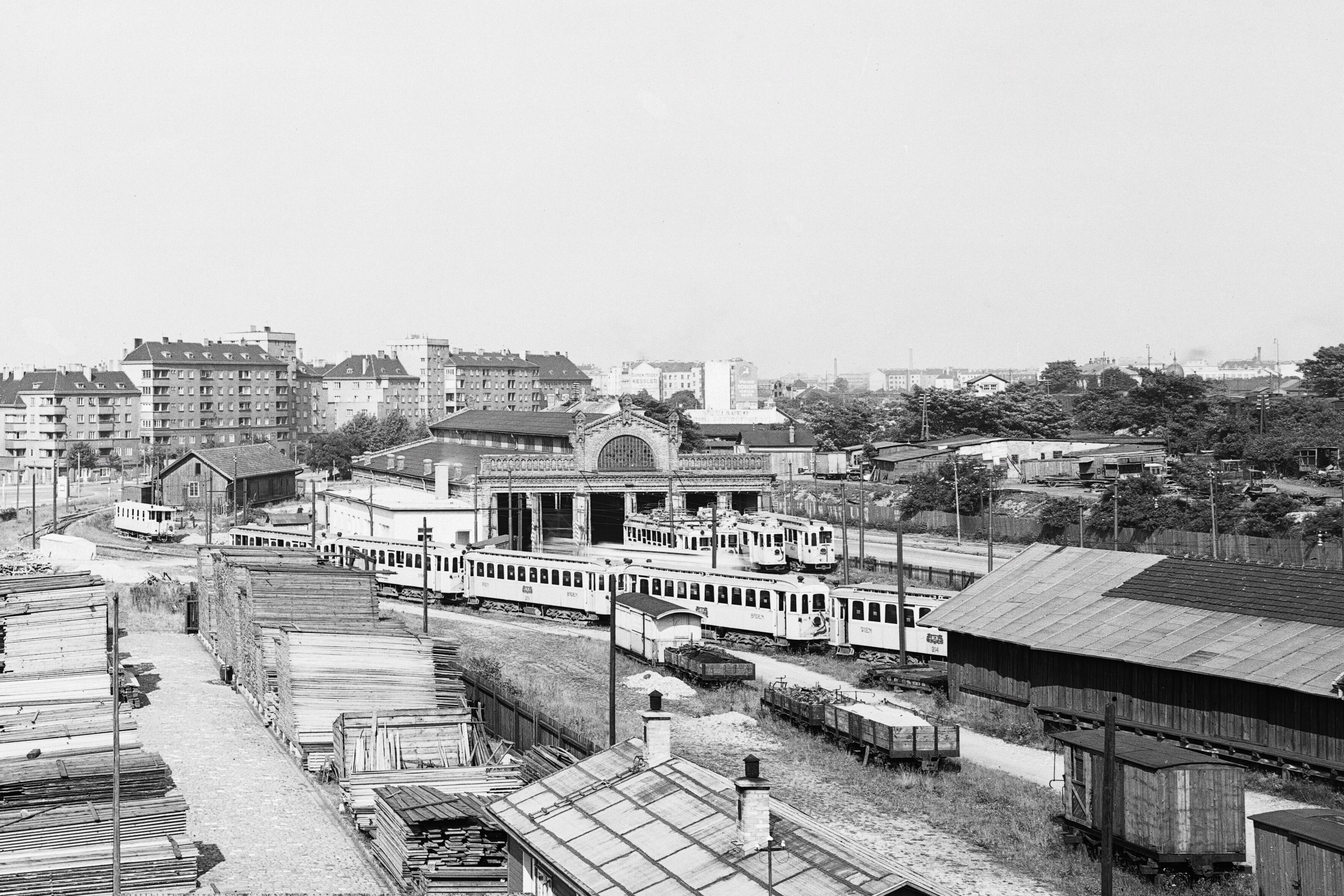
Die Remise Wolfganggasse um 1943

Der Zweite Weltkrieg bedeutete abermals große Anstrengungen sowie Verluste für die Lokalbahn. Bis zum Jahr 1941 war das Aktienkapital der WLB größtenteils auf die Gemeinde Wien (37,7 %), ELIN (27,1 %) sowie die Österreichische Eisenbahn-Verkehrs-Anstalt (27,5 %) aufgeteilt, in den Folgejahren erhöhte Wien jedoch seinen Anteil auf 97 % der Aktien und übertrug diese den Wiener Verkehrsbetrieben. Die südlich von Wien angesiedelten Betriebe der Rüstungsindustrie, wie z. B. die Flugmotorenwerke Ostmark, sorgten für einen starken Anstieg der Fahrgastzahlen. Allein am Pfingstsonntag den 24. Mai 1942 wurden 37.000 Personen befördert.
Durch Kriegshandlungen und völlig überlastetes Personal bzw. mangelnde Wartung der Fahrzeuge kam es immer wieder zu schweren Unfällen. Ab 13. August 1943 kam es zu Fliegerangriffen und Bombardements von Strecke und Infrastruktur. Die Bahnhöfe Inzersdorf, Traiskirchen Lokalbahn und Vösendorf waren infolge Kampfhandlungen ausgebrannt bzw. völlig zerstört. Das Gebiet der Überlandstrecke lag während der Eroberung Wiens durch die Rote Armee Anfang April 1945 unmittelbar im Kampfgebiet, was schwere Folgen für Strecke und Ausrüstung hatte. Auch die Stromversorgung wurde schwer in Mitleidenschaft gezogen, so dass die gesamte Strecke mit 22. Dezember 1946 auf Gleichstrom-Betrieb umgestellt wurde. Aufgrund der mangelnden Versorgung der Überlandstrecke fuhren die Züge zwischen Philadelphiabrücke und Inzersdorf bis dahin mit Vorspann einer Dampflokomotive.
In den ersten Jahren nach dem Zweiten Weltkrieg erfolgte ein völliger Wiederaufbau der Strecke. Ab den 1950er Jahren wurde die Wiener Lokalbahn schrittweise modernisiert. Die Haltestelle Maria Enzersdorf-Südstadt wurde am 20. November 1964 eröffnet. Damit wurde der Ortsteil Maria Enzersdorf-Südstadt und auch das in dieser Zeit errichtete Bundesstadion Südstadt besser erreichbar. In den Folgejahren bis 1990 konnte die alte Fahrleitungsanlage mit ihren geschwungenen eisernen Oberleitungsmasten nach und nach durch eine Kettenfahrleitung ersetzt werden, ebenso wurde der Oberbau erneuert und Betonschwellen sowie lückenlos verschweißte Gleise eingebaut. Die noch aus der Kaiserzeit stammende Sicherungsanlage mit Formsignalen wurde durch eine moderne Zugsicherung mit Lichtsignalen ersetzt. Ab 1979 kamen neue Fahrzeuge des Typs WLB 100 zum Einsatz.
In Wien Inzersdorf wurde eine neue Remise errichtet, die am 22. März 2018 in Betrieb genommen wurde. Am Vortag konnte sie bei einem beim Tag der offenen Tür besichtigt werden. In der Nacht vom 31. März 2018 auf den 1. April 2018 wurde die Strecke durch den Bahnhof Wolfganggasse aufgelassen, seitdem benutzen die Züge auch in diesem Abschnitt die Gleise der Linie 62. Die Remise bleibt aber erhalten und ist nunmehr auch von der Stadt Wien als bauliche Schutzzone definiert. Zudem errichteten die Wiener Lokalbahnen auf dem Areal des früheren Frachtenbahnhofs Baden-Leesdorf eine neue sechsgleisige Abstellhalle für 24 Garnituren der Badner Bahn. Im Sommer 2024 wurde der Probetrieb der Halle aufgenommen. Im April 2024 startete der reguläre Vollbetrieb und ersetzte damit die alte Remise Baden von 1873.
Ab Dezember 2020 wurde der Takt von Wien-Oper bis Wiener Neudorf montags bis samstags tagsüber auf 7,5 Minuten verkürzt (Wiener Neudorf bis Baden alle 15 Minuten), für die Ausweitung des 7,5-Minuten-Taktes auf die ganze Strecke bis Baden müssen mehrere bauliche Maßnahmen umgesetzt werden.
Seit Dezember 2022 werden neue Fahrzeuge (Reihe 500) eingesetzt, die die bisherigen Triebwagen der Reihe 100 ersetzen sollen.

## Wagenhallen und Remisen

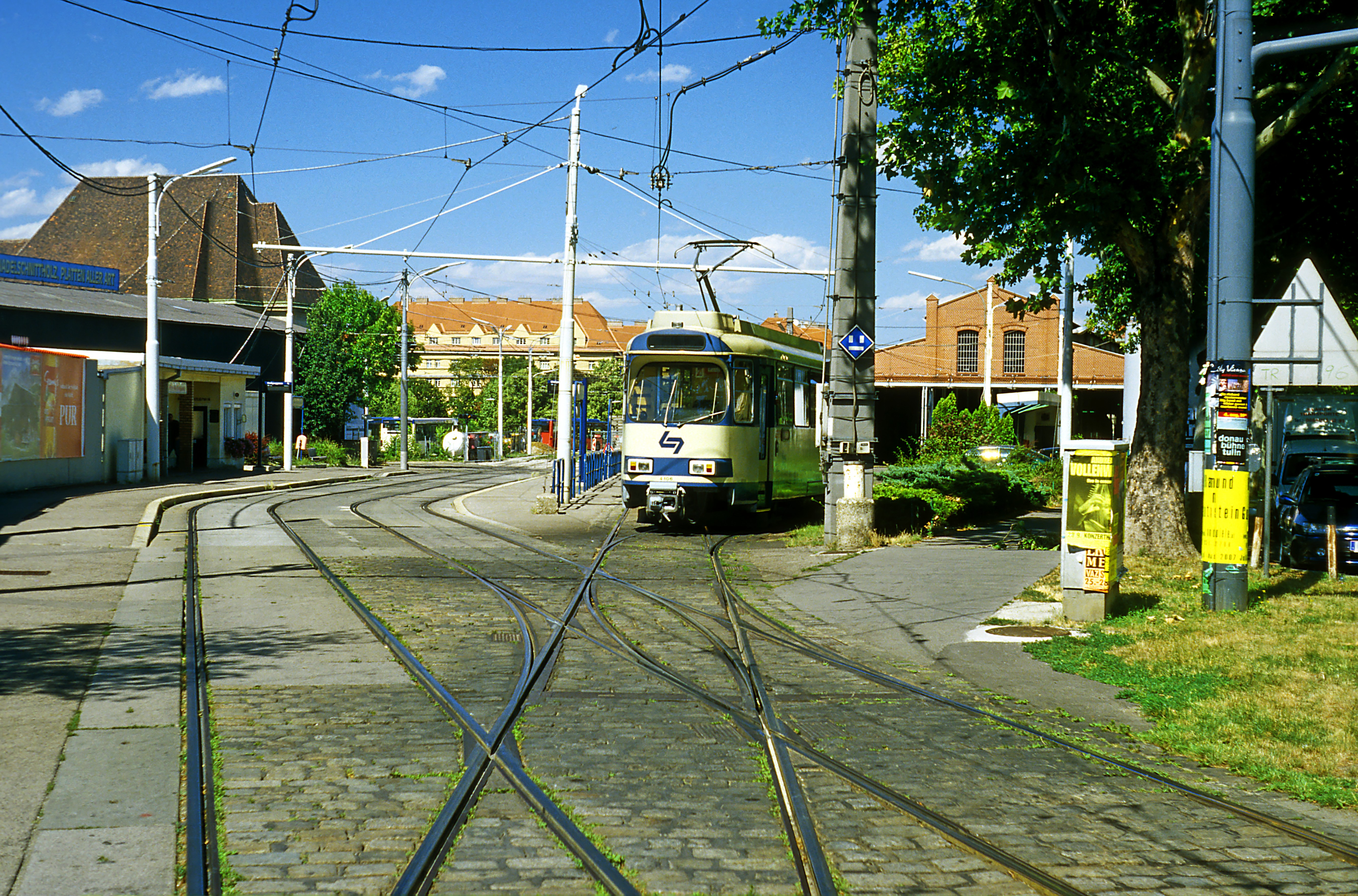
Der ehemalige Betriebsbahnhof Wolfganggasse (2007)

Die Badner Bahn unterhält zwei Betriebsbahnhöfe, diese befinden sich bei den Stationen Inzersdorf und Baden Leesdorf. Größere Arbeiten und regelmäßige Hauptuntersuchungen werden in der Hauptwerkstätte der Wiener Linien durchgeführt.

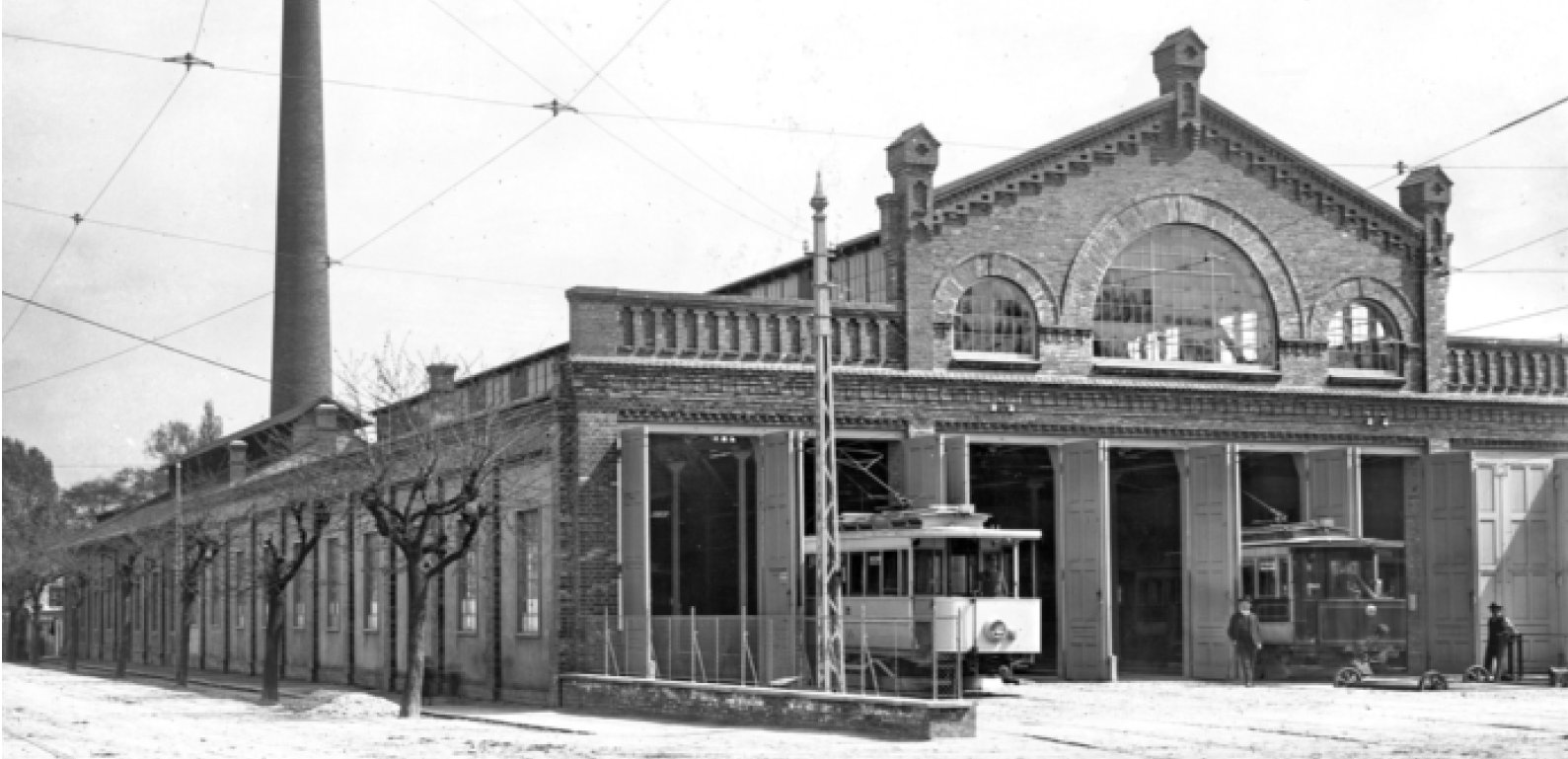
Wagenhalle Leesdorf

Bis 2018 befand sich auch beim Bahnhof Wolfganggasse eine Remise.

## Sonstiges

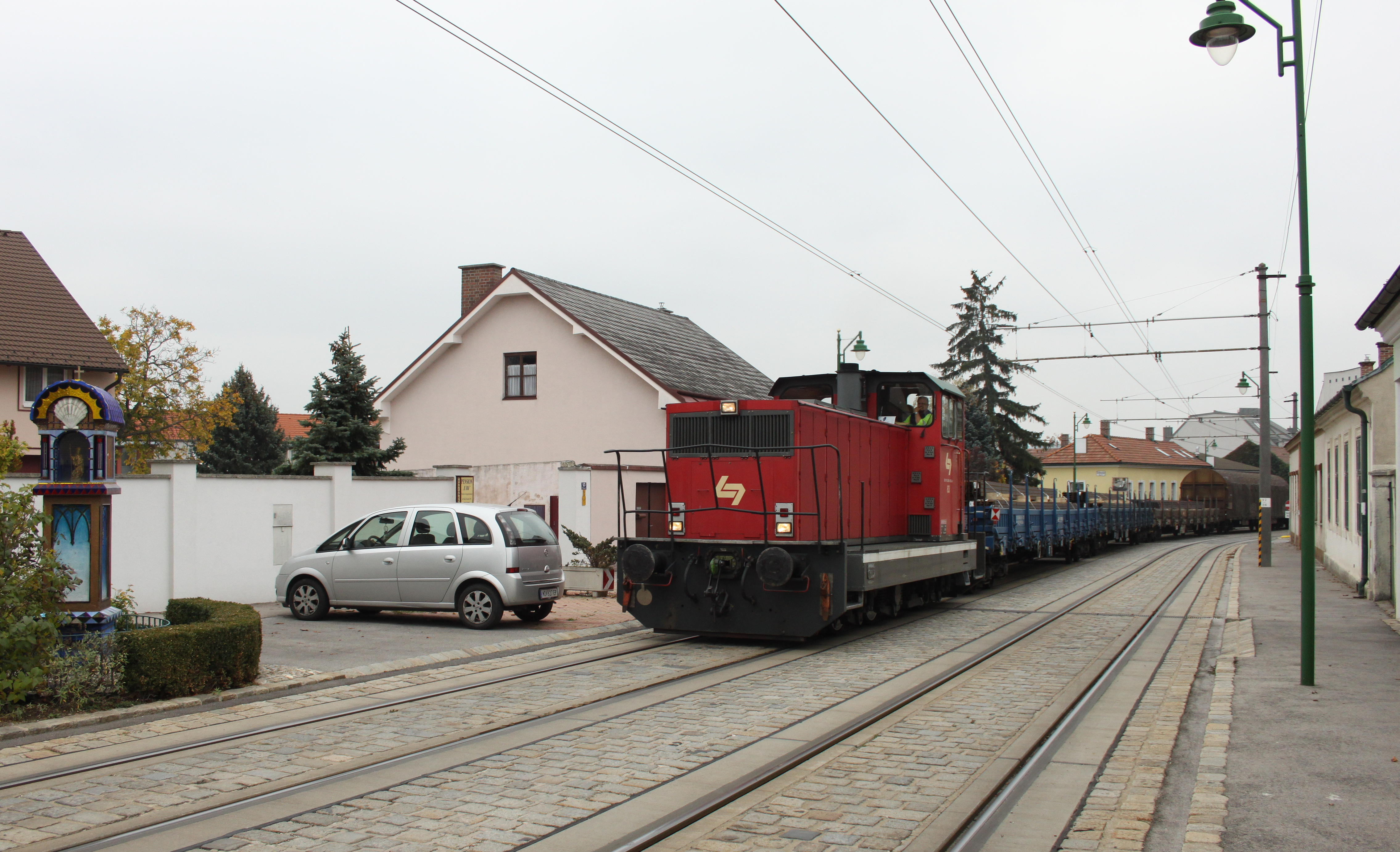
Güterzug in der Guntramsdorfer Feldgasse

- Vor der Haltestelle Wien Schöpfwerk gibt es ein Betriebsgleis zur U6-Station Tscherttegasse. Bis 1995 war diese Verbindung zweigleisig und wurde von der Schnellstraßenbahnlinie 64 befahren, einem Vorläufer der südlichen U6, die vom Westbahnhof nach Siebenhirten führte.
- In Guntramsdorf führt die Bahn straßenbahnähnlich durch die Feldgasse, gilt aber eisenbahnrechtlich als Vollbahn. Deswegen besteht dort eine dauernde Geschwindigkeitsbegrenzung auf 25 km/h (Güterzüge: 10 km/h in Richtung Baden bzw. 20 km/h in Richtung Wien), um in Notsituationen rechtzeitig reagieren zu können. Dort verkehren auch Güterzüge im öffentlichen Straßenraum. Zudem ist aufgrund des Betriebs als Vollbahn auch ein Gleiswechselbetrieb erlaubt.
- Die Durchsagen wurden 2020 von Elisabeth Engstler eingesprochen.[86]
- Im Herbst 2020 fand in der alten Remise in der Wolfganggasse die Aufführung des Antikriegsstücks „Die letzten Tage der Menschheit“ von Karl Kraus in der Inszenierung von Paulus Manker statt. Das Stück wurde in einer Simultanaufführung gezeigt, auf den ehemaligen Geleisen der Badner Bahn kam in der Aufführung auch eine echte Lokomotive mit Waggons zum Einsatz.

## Güterverkehr
Die Lokalbahn dient auch dem Güterverkehr, insbesondere über die Gleisanschlüsse zum Industriezentrum Niederösterreich Süd.
Güterzüge, die die Strecke zum Industriezentrum bedienen, müssen dazu in Guntramsdorf auch den für etwa 300 Meter durch die Feldgasse straßenbahnähnlich geführten Streckenabschnitt befahren. Einige wenige Anrainer engagieren sich vehement dagegen. Befürchtet werden in erster Linie Bauschäden durch auftretende Vibrationen. Diese Anrainer haben inzwischen den Großteil der Guntramsdorfer Kommunalpolitiker sowie auch Bundespolitiker gewonnen, für eine Verlegung des Güterverkehrs einzutreten. Dies ist nun im Juli 2024 gelungen. Während einige Betriebe im Industriezentrum Niederösterreich Süd an die Lokalbahn Wien–Baden angeschlossen sind, sind andere über die von den ÖBB betriebene Aspangbahn erreichbar. Obwohl Gleise dieser Anschlussbahnen weniger als 30 Meter voneinander entfernt liegen, wurden sie bisher nicht verbunden. Durch die nun geplante Verbindung dieser Gleisanlagen kann der Güterverkehr zukünftig über die Aspangbahn geführt werden. Diese neue Verbindung war im Sommer 2025 bereits in Bau.
Bis heute (Stand November 2024) fährt an jedem Werktag (Montag–Freitag) der Güterzug auf der Badener Bahn. Geführt mit einer ÖBB 2070 von Traiskirchen Aspangbahn (Abfahrt 7:30), durch das kleine angrenzende Industrieviertel in Traiskirchen (z. B. Firma Logwin AG), auf die Strecke der Wiener Lokalbahnen (WLB), genauer gesagt die Badener Bahn. In der Tribuswinkler Kurve (Kilometer 22,382), wendet der Zug inklusive Wagen, und fährt um (8:00) mit (normalerweise 1-5 Wagen), weiter Richtung Guntramsdorf. Gegen 8:30 biegt der Zug planmäßig ab in den Guntramsdorfer Teil der IZ NÖ-Süd (Kilometer 17,205) und bedient dort hauptsächlich die Firma Frankstahl.
Zwischen 9:00-10:00, fährt der Zug wieder aus dem Industriegebiet, und passiert langsam und mit einer gegebenen Lärmbelastung ausgelöst durch viele Makrofone im „straßenbahnartigen“ Teil mit einigen ungesicherten Eisenbahnkreuzungen. Daraufhin fährt er weiter nach Traiskirchen, und weiter in die Tribuswinkler Kurve, in welcher er wendet und wieder in Richtung Wienersdorf/Traiskirchen Lokalbahn (Kilometer 22,382) abbiegt. Gegen 10:30 kommt er planmäßig in Traiskirchen Aspangbahn an und fährt weiter in Richtung Wiener Neustadt über die Aspangbahn. (Quelle: Eigene Beobachtung, Videos, Fahrdienstleiter der Haltestelle Traiskirchen Aspangbahn).

## Modernisierungsmaßnahmen
Laufend werden RBL-Anzeigen an allen wichtigen Haltestellen montiert. Sie dienen der dynamischen Fahrgastinformation und zeigen die Abfahrt der nächsten Züge in Minuten, den Endbahnhof und die Zugkonfiguration an.
Derzeit werden ausgewählte Stationen einer kompletten Modernisierung unterzogen. Die ersten Stationen waren im Jahr 2012 die Haltestelle Schedifkaplatz und der Bahnhof Guntramsdorf. Umfangreichere Bauarbeiten gab es bei der Haltestelle Inzersdorf Personenbahnhof, welche im Mai 2014 geschlossen wurde. Als Ersatz dafür wurde etwa 200 Meter südlich die neue Haltestelle Inzersdorf Lokalbahn eröffnet.
Die neue Remise in Inzersdorf wurde am 22. März 2018 in Betrieb genommen.
| Jahr      | Stationen                                                                  | Anmerkungen                                |
| --------- | -------------------------------------------------------------------------- | ------------------------------------------ |
| 2012      | Schedifkaplatz, Guntramsdorf Lokalbahn                                     |                                            |
| 2013      | Vösendorf SCS                                                              |                                            |
| 2014      | Inzersdorf Lokalbahn, Baden Josefsplatz, Baden Landesklinikum, Möllersdorf | Verlegung der Station Inzersdorf Lokalbahn |
| 2016      | Neu Guntramsdorf, Gutheil-Schoder-Gasse, Pfaffstätten-Rennplatz            |                                            |
| 2017      | Kundenzentrum-Baden Josefsplatz, Eigenheimsiedlung                         |                                            |
| 2018      | Schöpfwerk, Griesfeld                                                      |                                            |
| 2019      | Schönbrunner Allee                                                         |                                            |
| 2020/2021 | Maria Enzersdorf-Südstadt                                                  | Aufzug wurde 2022 installiert              |
| 2023      | Neu Erlaa                                                                  |                                            |

## Ausbaumaßnahmen
Laut Verkehrsministerium soll der 7,5-Minuten-Takt bis Baden ausgedehnt werden. Details finden sich im Dokument Investitionsoffensive Privatbahninfrastruktur - 9. MIP. Die Tageszeitung Die Presse berichtete, dass dafür ein zweigleisiger Ausbau nötig sei. Bei Gleisarbeiten im Sommer 2025 in Baden wurde aber nur das Bestandsgleis erneuert. Arbeiten für ein zweites Gleis fanden nicht statt.
Im Jahr 2024 begannen Evaluierungen für den Bau einer möglichen weiteren Station Traiskirchen-Wienersdorf.